# Кутузов, Михаил Илларионович
Граф (с 29 октября 1811), светлейший князь (с 29 июля 1812) Михаи́л Илларио́нович Голени́щев-Куту́зов (5 [16] сентября 1745, Санкт-Петербург — 16 [28] апреля 1813, Бунцлау) — русский полководец, государственный деятель и дипломат, генерал-фельдмаршал из рода Голенищевых-Кутузовых.
Участник русско-турецких войн, главнокомандующий русской армией во время Отечественной войны 1812 года. Казанский, вятский и литовский генерал-губернатор, санкт-петербургский и киевский военный губернатор. Полномочный посол в Турции. Первый полный кавалер ордена Святого Георгия. С 1812 года именовался светле́йшим князем Голенищевым-Кутузовым-Смоле́нским.
Ученик и соратник Александра Суворова.

## Начало службы
Сын генерал-поручика Иллариона Матвеевича Голенищева-Кутузова (1717—1784) и его жены Анны Илларионовны, родившейся в 1728 году. Согласно архивным документам, её отцом был отставной капитан Бедринский.
До недавнего времени годом рождения Кутузова было принято считать 1745 год, как это указано на его могиле. Но данные, содержащиеся в ряде формулярных списков 1769, 1785, 1791 годов и в частных письмах, указывают на возможность отнесения его рождения к 1747 году. Именно 1747 год указывается как год рождения М. И. Кутузова в его позднейших биографиях.
С семи лет Михаил обучался дома, а в июле 1759 года был отдан в Артиллерийскую и инженерную дворянскую школу, где преподавал артиллерийские науки его отец. Уже в декабре того же года Кутузов получил чин кондуктора 1-го класса с приведением к присяге и назначением жалованья. Способный юноша привлекался для обучения офицеров. В его аттестате было записано, что он «по-французски и по-немецки говорит и переводит весьма изрядно, по латыни автора разумеет».
В феврале 1761 года Михаил окончил школу и, по рекомендации графа Шувалова, с чином инженер-прапорщика был оставлен при ней для обучения воспитанников математике. Через пять месяцев стал флигель-адъютантом ревельского генерал-губернатора принца Гольштейн-Бекского.
Расторопно управляя канцелярией Гольштейн-Бекского, сумел быстро заслужить чин капитана в 1762 году. В том же году назначен командиром роты Астраханского пехотного полка, которым в это время командовал полковник А. В. Суворов.
С 1764 года находился в распоряжении командующего русскими войсками в Польше генерал-поручика И. И. Веймарна, командовал небольшими отрядами, действовавшими против польских конфедератов.
В 1767 году привлечён для работы в «Комиссии по составлению нового Уложения», важного правового и философского документа XVIII века, закреплявшего основы «просвещённой монархии».
В 1770 году был переведён в первую армию генерал-фельдмаршала П. А. Румянцева, находившуюся на юге, и принял участие в начавшейся в 1768 году войне с Турцией.

## Русско-турецкие войны
Большое значение в формировании Кутузова как военачальника имел боевой опыт, накопленный им в период русско-турецких войн 2-й половины XVIII века под руководством полководцев П. А. Румянцева и А. В. Суворова. Во время Русско-турецкой войны 1768—1774 годов Кутузов принимал участие в сражениях при Рябой Могиле (17 (28) июня 1770), Ларге (7 (18) июля 1770) и Кагуле (21 июля (1 августа) 1770). За отличие в боях был произведён в премьер-майоры. В должности обер-квартирмейстера (начальника штаба) корпуса являлся помощником командира и за успехи в бою при Попештах в декабре 1771 года получил чин подполковника.
В 1772 году произошёл случай, оказавший, по утверждению современников, большое влияние на характер Кутузова. В тесном товарищеском кругу 25-летний Кутузов позволил себе передразнить главнокомандующего Румянцева. Фельдмаршал узнал об этом, и Кутузов был отправлен переводом во 2-ю Крымскую армию под командованием князя В. М. Долгорукова. По-видимому, с того времени у него выработалась значительная сдержанность и осторожность, он научился скрывать мысли и чувства, то есть приобрёл те качества, которые стали характерными для его будущей полководческой деятельности. По другой версии, причиной перевода Кутузова во 2-ю армию были повторённые им слова Екатерины II о светлейшем князе Г. А. Потёмкине, что князь храбр не умом, а сердцем. В 1773—1794 годах Кутузов часто приезжал в Крепость Святой Елисаветы.
В июле 1774 года Гаджи-Али-Бей высадился с десантом в Алуште, однако туркам пройти вглубь Крыма не позволили. 24 июля (4 августа) 1774 года трёхтысячный русский отряд выбил турецкий десант, укрепившийся в Алуште и у деревни Шума. Кутузов, командовавший гренадерским батальоном Московского легиона, был тяжело ранен пулей, пробившей левый висок и вышедшей у правого глаза, который «искосило», но зрение сохранилось, вопреки расхожему мнению. Главнокомандующий Крымской армией генерал-аншеф В. М. Долгоруков в донесении о победе в той битве писал:

… Ранены: Московского легиона подполковник Голенищев-Кутузов, приведший гренадерский свой баталион, из новых и молодых людей состоящий, до такого совершенства, что в деле с неприятелем превосходил оный старых солдат. Сей штаб-офицер получил рану пулею, которая, ударивши между глазу и виска, вышла на пролёт в том же месте на другой стороне лица.
— Доклад главнокомандующего Крымской армией генерал-аншефа В. М. Долгорукова Екатерине II от 28 июля 1774 года
По мнению главы нейрохирургических исследований в научно-исследовательском институте Barrow Neurological Institute Марка Прела, в результате полученного в Крыму ранения у Кутузова была повреждена лобная доля мозга. Спасти жизнь подполковника и сохранить его зрение и разум сумел французский хирург Жан Массо, который, по словам Прела, был одним из первопроходцев нейрохирургии и применял в операциях методы, которые используются нейрохирургами и сегодня. По мнению исследователей, это ранение во многом предопределило полководческую славу Кутузова и его нестандартные способы мышления. В память об этом ранении в Крыму существует памятник — Кутузовский фонтан.
Императрица наградила Кутузова орденом Св. Георгия 4-го класса и отправила на лечение в Австрию, приняв на себя все расходы путешествия. Два года лечения Кутузов употребил на пополнение своего военного образования. Во время пребывания в Регенсбурге в 1776 году вступил в масонскую ложу «К трём ключам». По возвращении в Россию с 1776 года Кутузов вновь на военной службе. Сначала формировал части лёгкой кавалерии, в 1777 году был произведён в полковники и назначен командиром Луганского пикинёрного полка, с которым находился в Азове. В Крым переведён в 1783 году в чине бригадира с назначением командиром Мариупольского легкоконного полка.

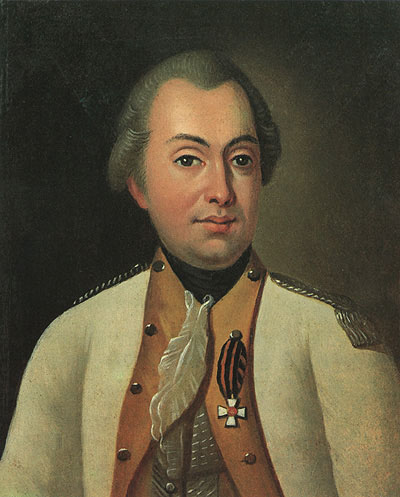
Портрет М. И. Кутузова в мундире полковника Луганского пикинёрного полка. Около 1777 г.

В ноябре 1784 года получил чин генерал-майора после успешного подавления восстания в Крыму. С 1785 года был командиром им же сформированного Бугского егерского корпуса. Командуя корпусом и обучая егерей, он разработал для них новые тактические приёмы и изложил их в особой инструкции. Он прикрывал с корпусом границы вдоль Буга, когда разгорелась вторая война с Турцией в 1787 году. 1 (12) октября 1787 года участвует под командованием Суворова в сражении под Кинбурном, когда был почти полностью уничтожен 5-тысячный турецкий десант.
Летом 1788 года со своим корпусом принимал участие в осаде Очакова, где в августе вторично тяжело ранен в голову. Как писал находившийся в русской армии принц де Линь — «Надобно думать, что Провидение сохраняет этого человека для чего-нибудь необыкновенного, потому что он исцелился от двух ран, из коих каждая смертельна». Михаил Илларионович выжил и в 1789 году принял отдельный корпус, с которым сражался под Каушанами (13 (24) сентября 1789), брал Аккерман (28 сентября (9 октября) 1789) и Бендеры (3 (14) ноября 1789).
11 (22) декабря 1790 года отличился при штурме и взятии Измаила, где командовал 6-й колонной, шедшей на приступ. А. В. Суворов так изложил действия генерала Кутузова в донесении:

Показывая собою личный пример храбрости и неустрашимости, он преодолел под сильным огнем неприятеля все встреченные им трудности; перескочил чрез палисад, предупредил стремление турок, быстро взлетел на вал крепости, овладел бастионом и многими батареями… Генерал Кутузов шёл у меня на левом крыле; но был правою моей рукою.

После взятия Измаила Кутузова произвели в генерал-поручики, наградили Георгием 3-й степени и назначили комендантом крепости. Отразив попытки турок овладеть Измаилом, он 4 (15) июня 1791 внезапным ударом разгромил 23-тысячное войско сераскира Ахмет-паши при Бабадаге. В Мачинском сражении 28 июня (9 июля) 1791 года под командованием Н. В. Репнина Кутузов нанёс сокрушительный удар по правому флангу турецких войск. За победу под Мачином Кутузов удостоился ордена Георгия 2-й степени.

## Конец XVIII века
В 1792 году Кутузов, командуя корпусом, принял участие в Русско-польской войне и в следующем году был направлен чрезвычайным послом в Турцию, где решил в пользу России ряд важных вопросов и заметно улучшил российско-турецкие отношения..
По возвращении в Россию Кутузов сумел войти в доверие к всемогущему в то время фавориту П. А. Зубову. Ссылаясь на приобретённые в Турции навыки, он приходил к Зубову за час до его пробуждения, чтобы особенным образом варить для него кофе, который потом относил фавориту на виду у множества посетителей. Это сыграло, по-видимому, свою роль в назначении Кутузова в 1795 году главнокомандующим всеми сухопутными войсками, флотилией и крепостями в Финляндии, одновременно, Казанским и Вятским генерал-губернатором и директором Императорского сухопутного шляхетного кадетского корпуса.
Кутузов много сделал для улучшения подготовки офицерских кадров: он преподавал тактику, военную историю и другие дисциплины. Екатерина II ежедневно приглашала его в своё общество, он провёл с ней и последний вечер перед её кончиной.
В отличие от многих приближённых императрицы, Кутузов сумел удержаться при новом императоре Павле I и оставался при нём до последнего дня его жизни (в том числе ужинал вместе с ним накануне убийства). В 1798 году произведён в генералы от инфантерии. Успешно выполнил дипломатическую миссию в Пруссии: за два месяца пребывания в Берлине сумел привлечь её на сторону России в борьбе против Франции. 27 сентября 1799 года Павлом I назначен командующим экспедиционным корпусом в Голландии вместо генерала от инфантерии И. И. Германа, который был разбит французами при Бергене и взят в плен. Награждён орденом Святого Иоанна Иерусалимского. По пути в Голландию был отозван в Россию. В 1799—1801 годах был Литовским генерал-губернатором. 8 сентября 1800 года, в день окончания военных манёвров в окрестностях Гатчины, император Павел I лично вручил Кутузову Орден Святого Андрея Первозванного. По воцарении Александра I был назначен Санкт-Петербургским и Выборгским военным губернатором, а также управляющим гражданской частью в указанных губерниях и инспектором Финляндской инспекции.
В 1802 году, попав в опалу к царю Александру I, Кутузов был снят со своих должностей и отправлен жить в своём поместье в Горошках (ныне Хорошев, Украина, Житомирская область), продолжая числиться на действительной военной службе шефом Псковского мушкетёрского полка.

## Война с Наполеоном 1805 года

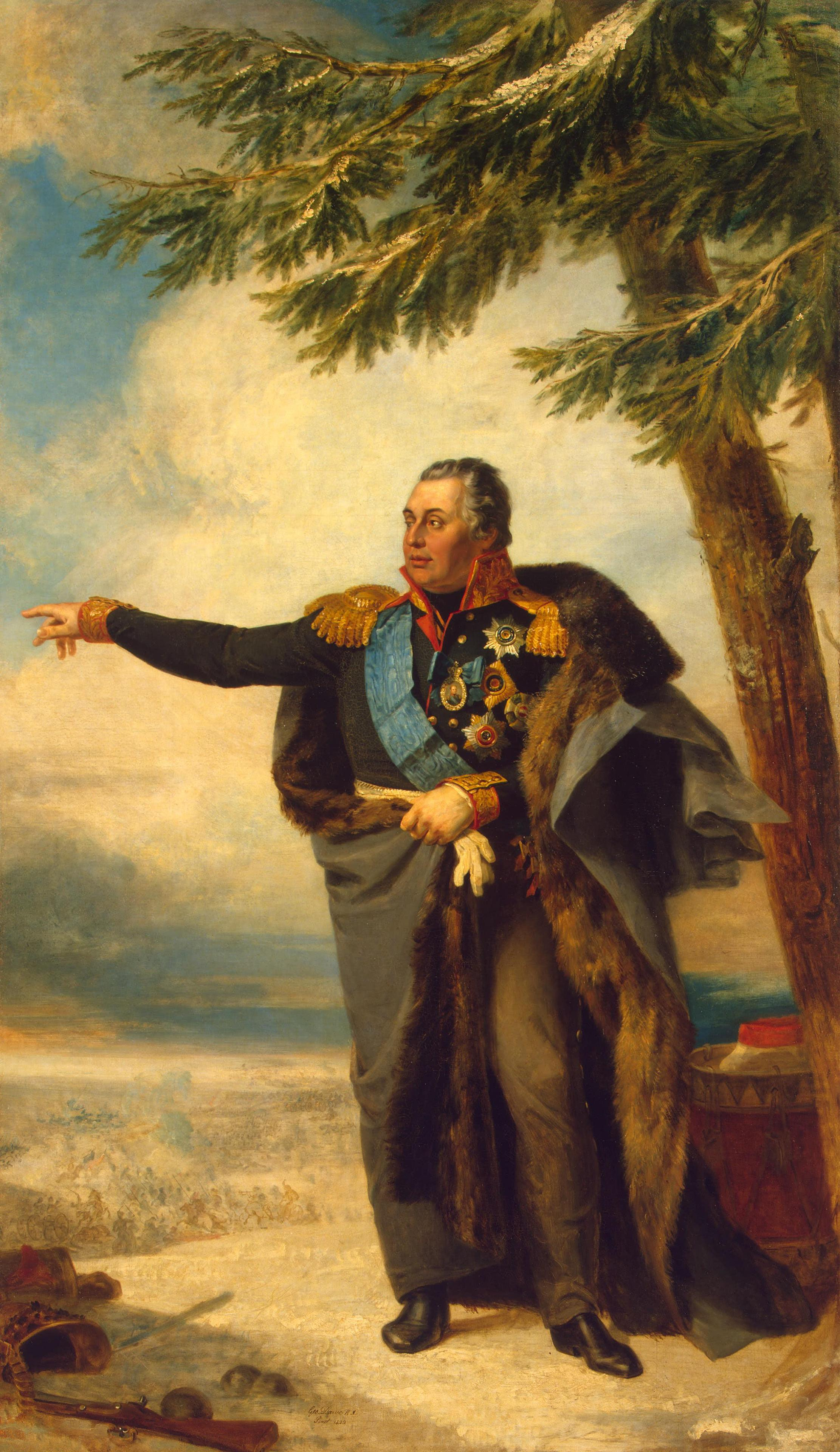
Портрет Михаила Илларионовича Кутузова. Д. Доу, 1829 г.

В 1804 году Россия вошла в коалицию для борьбы с Наполеоном, и в 1805 году русское правительство послало в Австрию две армии; главнокомандующим одной из них был назначен Кутузов. В августе 1805 года 50-тысячная русская армия под его командованием двинулась в Австрию. Не успевшая соединиться с русскими войсками австрийская армия была разгромлена Наполеоном в октябре 1805 года под Ульмом. Армия Кутузова оказалась один на один с противником, обладавшим значительным превосходством в силах.
Сохраняя войска, Кутузов в октябре 1805 года совершил отступательный марш-манёвр протяжённостью в 425 км от Браунау к Ольмюцу и, задержав И. Мюрата под Амштеттеном (24 октября (5 ноября) 1805), отразив атаки корпуса Э. Мортье под Кремсом (30 октября (11 ноября) 1805), не дав французским войскам отрезать себе путь к отступлению под Шёнграбеном, вывел свои войска из-под угрозы окружения. От Ольмюца (ныне Оломоуц) Кутузов предлагал отвести армию к русской границе, чтобы, после подхода русского подкрепления и австрийской армии из Северной Италии, перейти в контрнаступление.
Вопреки мнению Кутузова и по настоянию императоров Александра I и австрийского Франца II, воодушевлённых хотя и небольшим, но всё-таки численным превосходством над французами, союзные армии перешли в наступление. 20 ноября (2 декабря) 1805 года произошло Аустерлицкое сражение, окончившееся сокрушительным поражением русских и австрийцев. Кутузов был ранен осколком в щёку, а также потерял своего зятя, графа Тизенгаузена. Александр I прилюдно не винил Кутузова и даже наградил его в феврале 1806 орденом Св. Владимира 1-й степени.

## Третья война с Турцией

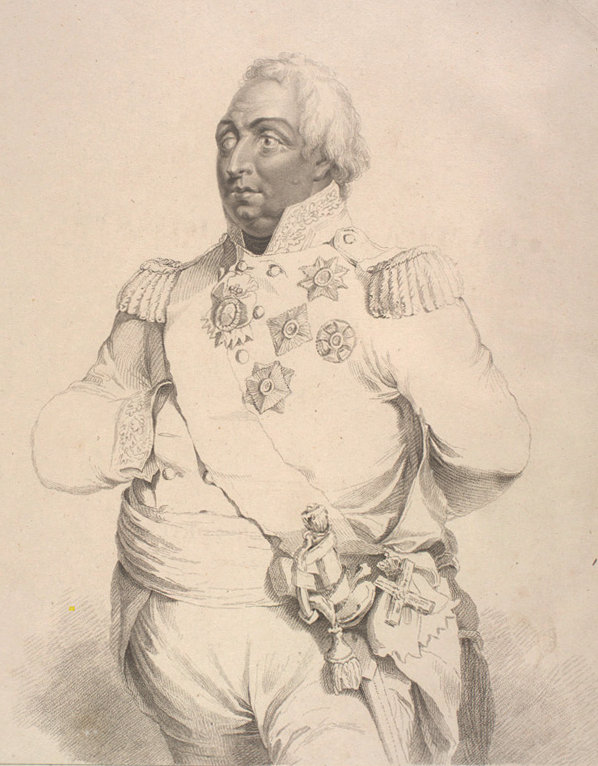
М. И. Кутузов. Д. Хопвуд, 1813 г.

В сентябре 1806 Кутузов был назначен киевским военным губернатором. В марте 1809 был направлен командиром корпуса в Дунайскую армию. Однако, ввиду возникших разногласий по вопросам дальнейшего ведения войны с главнокомандующим генерал-фельдмаршалом А. А. Прозоровским, в июле Кутузова назначили литовским генерал-губернатором.
В 1811 году, когда война с Турцией зашла в тупик, а внешнеполитическая обстановка требовала эффективных действий, Александр I назначил Кутузова главнокомандующим Дунайской армией вместо умершего Каменского. В первых числах апреля 1811 Кутузов прибыл в Бухарест и принял командование армией, ослабленной отзывом дивизий на защиту западной границы. Он нашёл на всем пространстве завоёванных земель менее тридцати тысяч войск, с которыми должен был разбить сто тысяч турок, расположенных в Балканских горах.
В Рущукском сражении 22 июня (4 июля) 1811 года (15-20 тысяч русских войск против 60 тысяч турок) он нанёс противнику сокрушительное поражение, положившее начало разгрому турецкой армии. Кутузов отвёл свою армию на левый берег Дуная, заставив противника в преследовании оторваться от своих баз. Он блокировал переправившуюся через Дунай под Слободзеей часть турецкой армии, а сам в начале октября послал корпус генерала Маркова через Дунай, чтобы тот напал на оставшихся на южном берегу турок. Марков обрушился на неприятельскую базу, овладел ею и взял под обстрел захваченных турецких пушек главный лагерь великого визиря Ахмеда-ага за рекой. Скоро в окружённом лагере начались голод и болезни. Ахмед-ага скрытно покинул армию, оставив вместо себя пашу Чабан-оглу. Ещё до капитуляции турок именным Высочайшим указом, от 29 октября (10 ноября) 1811 года главнокомандующий Дунайской армией, генерал от инфантерии Михаил Илларионович Голенищев-Кутузов был возведён, с нисходящим его потомством, в графское Российской империи достоинство. 23 ноября (5 декабря) 1811 года Чабан-оглу сдал графу Голенищеву-Кутузову 35-тысячную армию с 56 орудиями. Турция была вынуждена вступить в переговоры о мире.
Стягивая к русским границам свои корпуса, Наполеон рассчитывал, что союз с султаном, который он заключил весной 1812 года, скуёт силы русских на юге. Но 16 (28) мая 1812 в Бухаресте Кутузов заключил мир, по которому Бессарабия с частью Молдавии переходила к России (Бухарестский мирный договор 1812 года). Это была крупная военная и дипломатическая победа России, сместившая в лучшую для неё сторону стратегическую обстановку к началу Отечественной войны. По заключении мира Дунайскую армию возглавил адмирал Чичагов, а Кутузов был отозван в Санкт-Петербург, где по решению чрезвычайного комитета министров был назначен командующим войсками для обороны Петербурга.

## Отечественная война 1812иЗаграничный поход

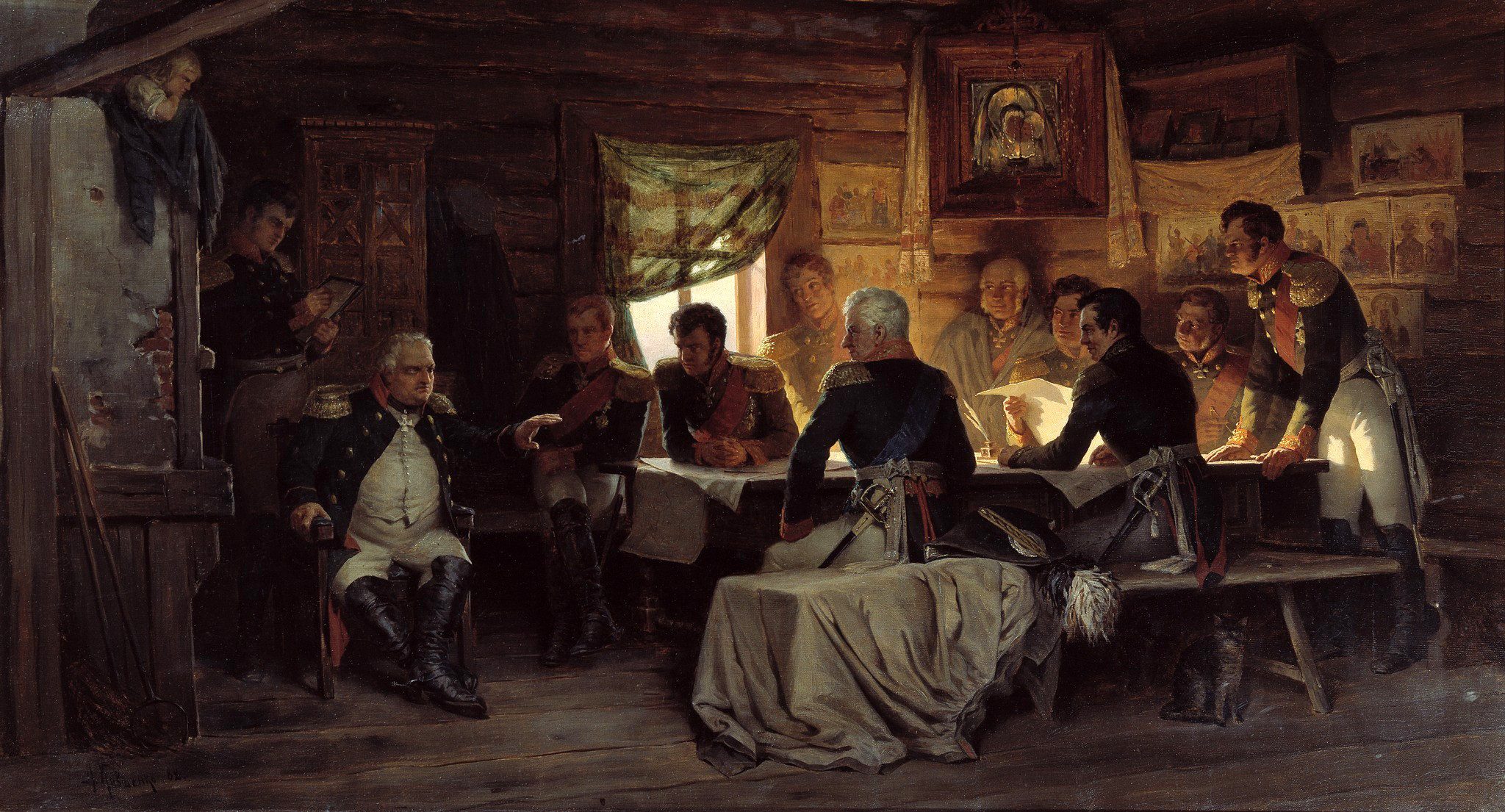
Военный совет в Филях. А. Д. Кившенко, 1880 г.

В самом начале Отечественной войны 1812 года Кутузов прибыл в Санкт-Петербург из Бухареста. Уже 16 июля он был заочно избран начальником Московского ополчения, а на следующий день — начальником Санкт-Петербургского ополчения (новость из Москвы в северную столицу ещё не поступила). Кутузов согласился принять командование над Санкт-Петербургским ополчением, был утверждён в этой должности императором и немедленно приступил к формированию ополчения. В Москву он позднее сообщил о своём отказе от должности, и начальником Московского ополчения 2 августа был избран генерал И. И. Морков. Вскоре, 31 июля, император назначил Кутузова командующим над всеми войсками в Санкт-Петербурге, Кронштадте и Финляндии, «не исключая и морских», а 2 августа также назначил его членом Государственного совета.
На первом этапе Отечественной войны 1-я и 2-я Западные русские армии отступали под натиском превосходящих сил Наполеона. Неудачный ход войны побуждал дворянство требовать назначения командующего, который бы пользовался доверием в обществе. Ещё до оставления русскими войсками Смоленска, Александр I назначил специальный комитет, повелев ему предоставить кандидатуру на должность главнокомандующего действующими армиями. 5 (17) августа 1812 года после многочасового обсуждения комитет единогласно рекомендовал императору на эту должность М. И. Кутузова. На следующий день Александр I назначил генерала от инфантерии князя М. И. Кутузова главнокомандующим всеми русскими армиями и ополчениями. За 10 дней до назначения именным Высочайшим указом, от 29 июля (10 августа) 1812 года граф Михаил Илларионович Голенищев-Кутузов был возведён, с нисходящим его потомством, в княжеское Российской империи достоинство, с титулом светлости.
Назначение Кутузова вызвало патриотический подъём в народе и в армии. Сам Кутузов, как и в 1805 году, не был настроен на безоглядные сражения с Наполеоном. Так, по одному свидетельству, он сказал: «Мы Наполеона не победим. Мы его обманем.».
17 (29) августа Кутузов принял армию от Барклая-де-Толли в Царёво-Займище Смоленской губернии. Значительное превосходство противника в силах и отсутствие резервов вынуждали Кутузова отступать вглубь страны, что напоминало стратегию его предшественника.

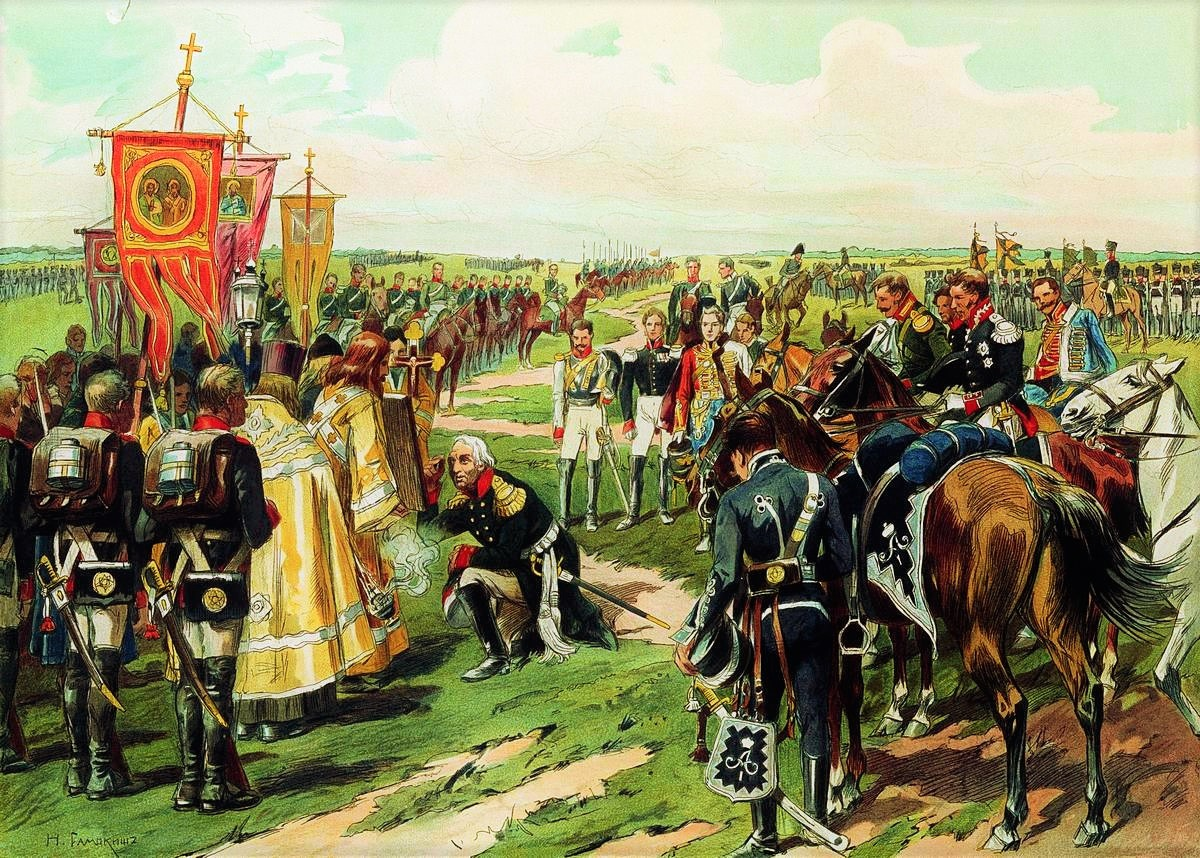
Кутузов перед битвой при Бородино. Литография Н. С. Самокиша. 1912

Получив незначительные подкрепления, Кутузов под давлением генералитета и общественного мнения решил всё-таки дать Наполеону генеральное сражение. Бородинское сражение — одна из крупнейших битв XIX века — произошло 26 августа (7 сентября) 1812 года. В этой битве русские войска потеряли до 30 % личного состава, но и французские войска понесли тяжёлые потери. Ожидалось, что сражение продолжится 27 августа, но выяснилось, что для нового боя потери русской армии были слишком велики.
Кутузов принял решение отойти с бородинской позиции. Хотя поле боя осталось, тем самым, за врагом.

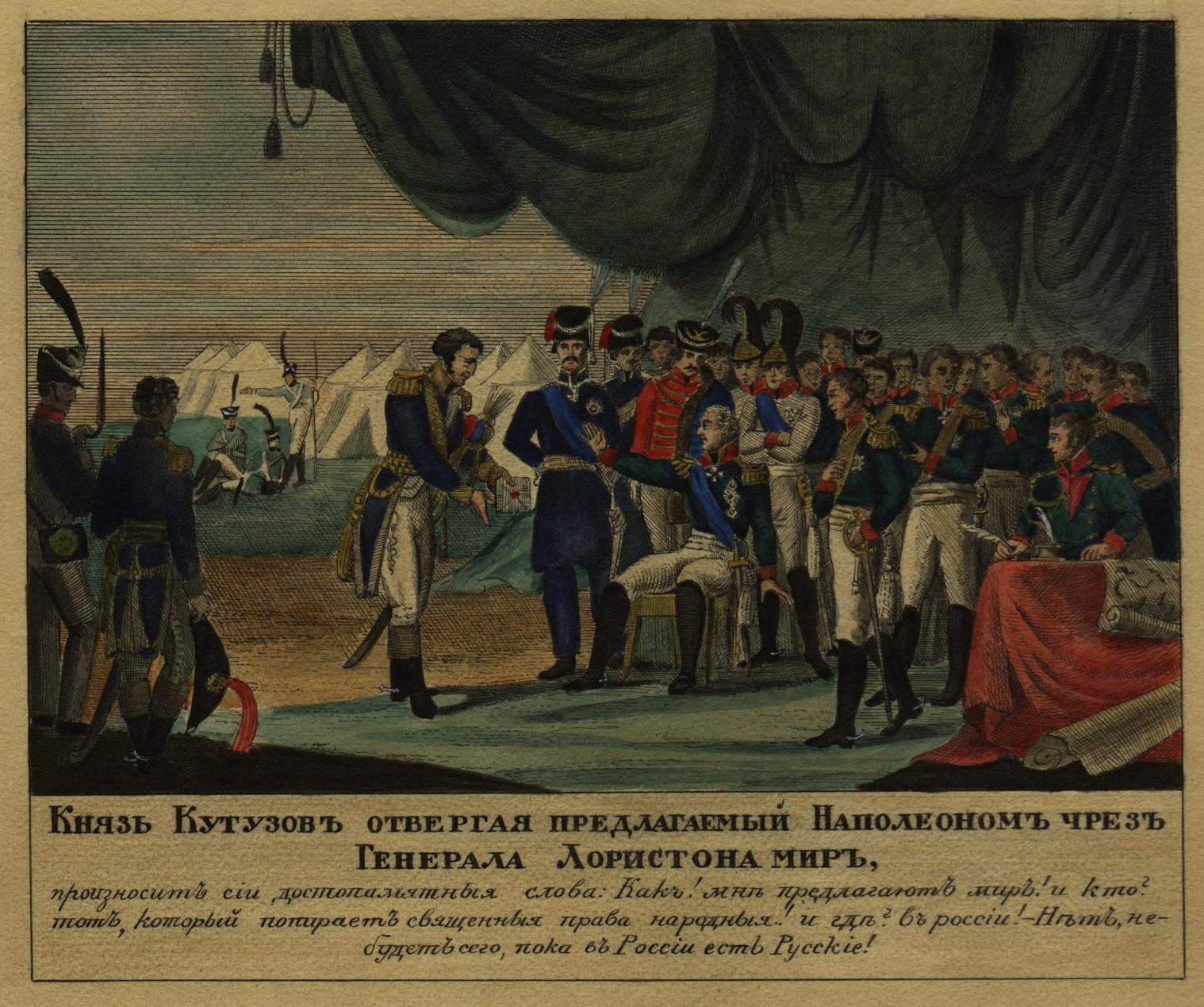
Посол Наполеона Лористон в Тарутинском лагере. Рис.1813 года.

После совещания в Филях (ныне район Москвы) русская армия неожиданно для москвичей оставила Москву. Тем не менее, 30 августа (11 сентября) 1812 года Кутузов был произведён в генерал-фельдмаршалы.
Перед гробницею святой

Стою с поникшею главой...

Все спит кругом; одни лампады

Во мраке храма золотят

Столпов гранитные громады

И их знамён нависший ряд.
Под ними спит сей властелин,

Сей идол северных дружин,

Маститый страж страны державной,

Смиритель всех её врагов,

Сей остальной из стаи славной

Екатерининских орлов.
В твоём гробу восторг живёт!

Он русский глас нам издаёт;

Он нам твердит о той године,

Когда народной веры глас

Воззвал к святой твоей седине:

«Иди, спасай!» Ты встал — и спас...
Внемли ж и днесь наш верный глас,

Встань и спасай царя и нас,

О старец грозный! На мгновенье

Явись у двери гробовой,

Явись, вдохни восторг и рвенье

Полкам, оставленным тобой!
Явись и дланию своей

Нам укажи в толпе вождей,

Кто твой наследник, твой избранный!

Но храм — в молчанье погружён,

И тих твоей могилы бранной

Невозмутимый, вечный сон...
После ухода из Москвы Кутузов к началу октября скрытно совершил фланговый Тарутинский манёвр, выведя армию к селу Тарутино. Русская армия, оказавшись южнее и западнее французской армии, закрыла ей пути в южные районы России, незатронутые войной.
Потерпев неудачу в заключении мира с Александром I и убедившись в прогрессирующем развале своей армии, Наполеон 7 (19) октября начал уход из Москвы. Он пытался вывести армию в Смоленск южным путём через Калугу, где имелись запасы продовольствия и фуража, но 12 (24) октября в сражении за Малоярославец был остановлен русскими войсками и стал отступать по разорённой Смоленской дороге. Русские войска фактически перешли в контрнаступление, хотя Кутузов избегал фронтальных сражений с использованием больших масс войск. Впрочем, Кутузов дал на пути к границе несколько крупных сражений (при Вязьме, при Красном, при Березине), ознаменовавшихся крупными успехами русских и большими потерями наполеоновских войск. Всё более беспорядочно откатывавшаяся армия Наполеона оказалась беспомощной перед многочисленными фланговыми ударами регулярных и партизанских отрядов.
Кутузов не раз подвергался критике за его предпочтение иметь верную победу со сравнительно малыми потерями — в ущерб громкой славе. По отзывам современников и историков, он ни с кем не делился своими замыслами, его слова нередко расходились с приказами по армии, так что истинные побудительные причины действий прославленного полководца дают возможность различных толкований.
Высочайшим указом от 6 (18) декабря 1812 года «генерал-фельдмаршалу светлейшему князю Михаилу Илларионовичу Голенищеву-Кутузову» было пожаловано наименование «Смоленский». Кутузов был удостоен ордена Св. Георгия 1-й степени, став первым в истории ордена полным кавалером.
Наполеон часто презрительно высказывался о противостоящих ему полководцах, при этом не стесняясь в выражениях. Однако он избегал давать публичные оценки командованию Кутузова в Отечественной войне, предпочитая возлагать вину за полное уничтожение своей армии на «суровую русскую зиму». Отношение Наполеона к Кутузову просматривается в личном письме, написанном Наполеоном из Москвы 3 октября 1812 г. н. ст. с целью начала мирных переговоров:

«Посылаю к Вам одного из Моих генерал-адъютантов для переговоров о многих важных делах. Хочу, чтоб Ваша Светлость поверили тому, что он Вам скажет, особенно, когда он выразит Вам чувства уважения и особого внимания, которые Я с давних пор питаю к Вам. Не имея сказать ничего другого этим письмом, молю Всевышнего, чтобы он хранил Вас, князь Кутузов, под своим священным и благим покровом».

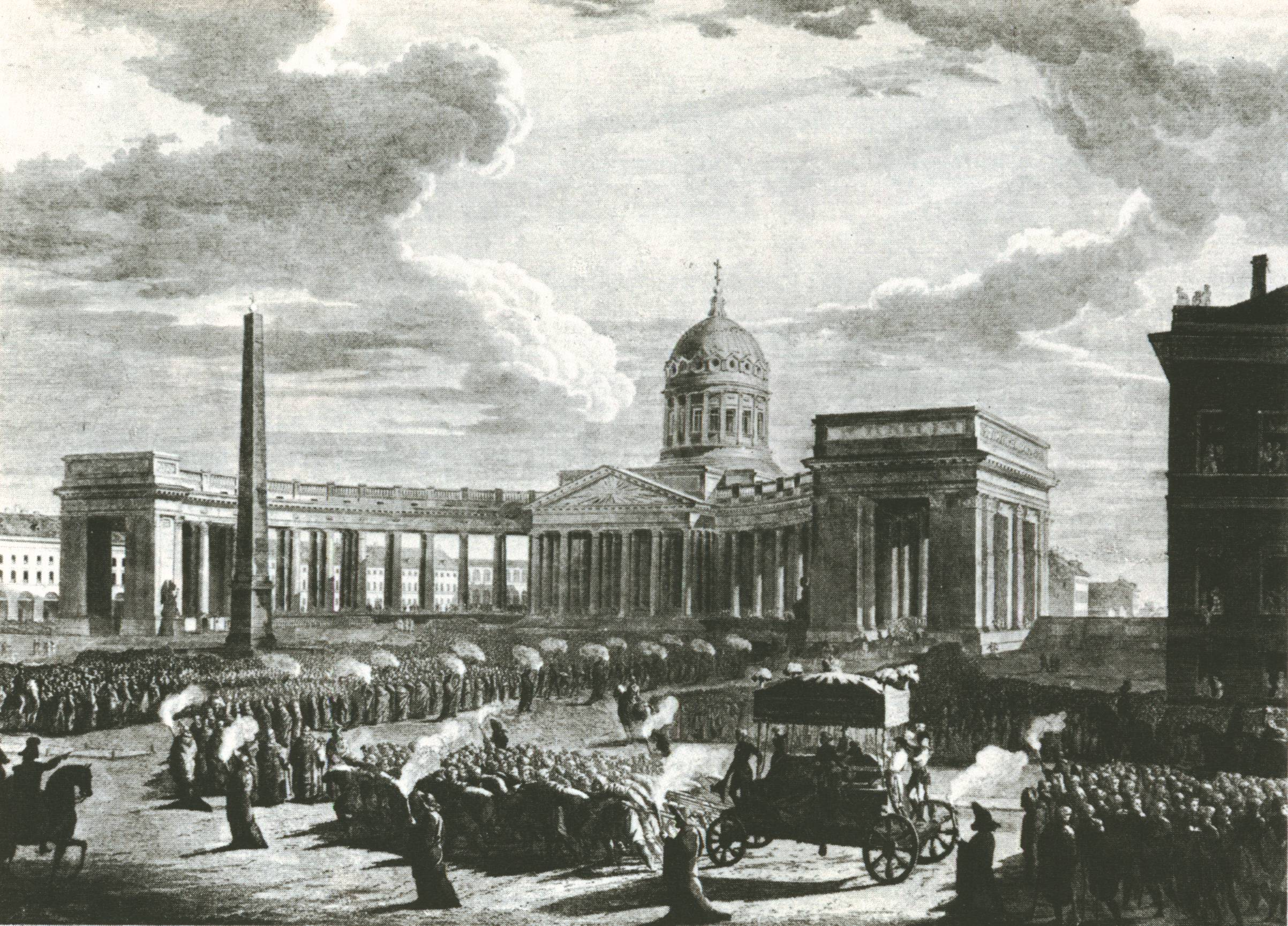
Похороны М. И. Кутузова. Гравюра М. Н. Воробьёва, 1814 г.

Место захоронения М.И. Кутузова в Казанском соборе Санкт-Петербурга

В январе 1813 года русские войска перешли границу — начался Заграничный поход русской армии 1813—1814 годов. Кутузов продолжал оставаться главнокомандующим, хотя и был против продолжения войны на территории Европы и свержения Наполеона, не желая усиливать Англию, так как он считал её будущим врагом. К концу февраля русские войска достигли Одера. К апрелю 1813 войска вышли к Эльбе.

## Болезнь и смерть
До начала апреля 1813 года М. И. Кутузов был здоров, активно работал и часто ездил верхом. Заболел он 5 (17) апреля, по одной из версий, простудившись во время поездки в город Гайнау для участия в свидании Александра I с прусским королём, когда часть пути проделал верхом, по другой версии — когда вышел из дома в одном мундире, но был остановлен у кареты депутацией немецких горожан и простоял с ними под дождём. Лёгкое недомогание он почувствовал в тот же вечер, но продолжил работать. 6 (18) апреля ему стало хуже, и он принимал лекарства, но оставался на ногах. 7 (19) апреля ему полегчало, но 8 (20) апреля самочувствие настолько ухудшилось, что он слёг в постель и больше не вставал. Последней квартирой Кутузова стал дом отставного майора фон дер Марка в небольшом силезском городке Бунцлау (Пруссия, ныне территория Польши). По преданию, опровергнутому историками, Александр I прибыл проститься с очень ослабевшим фельдмаршалом. За ширмами около постели, на которой лежал Кутузов, находился состоявший при нём чиновник Крупенников. Последний диалог Кутузова, якобы подслушанный Крупенниковым и переданный гофмейстером Толстым: «Прости меня, Михаил Илларионович!» — «Я прощаю, государь, но Россия вам этого никогда не простит».
В первые дни Кутузов оставался в сознании, хотя у него была высокая температура и частично отказала правая рука. Он выслушивал донесения и рапорты, диктовал своему адъютанту А. И. Михайловскому-Данилевскому объёмные служебные документы и частные письма. Самочувствие ухудшалось. К больному срочно были направлены лейб-медик Я. В. Виллие, лейб-медик прусского короля Гуфеланд, известный врач Вибель и главный городской врач Бунцлау Вислиценус. С 14 (26) апреля Кутузов был без сознания и часто бредил.
В десятом часу вечера 16 (28) апреля 1813 князя Кутузова не стало. Официальный диагноз гласил «нервическая горячка, осложнённая паралитическими явлениями», что позднейшие врачи объясняли как тяжелую форму полиневрита. Тело его было забальзамировано и 27 апреля (9 мая) отправлено в Санкт-Петербург. Согласно распространенной ошибочной версии, сердце военачальника было погребено в деревне Тиллендорф близ Бунцлау. В действительности сподвижники Кутузова похоронили там другие оставшиеся после бальзамирования внутренние органы, а сердце полководца поместили в цилиндрический серебряный сосуд с бальзамическим раствором и отправили вместе с телом
. Путь был дальний — через Познань, Митаву, Ригу, Нарву — и занял больше месяца. 8 (20) мая траурный кортеж въехал на территорию России, и только 24 мая (5 июня) прибыл в Свято-Троицкую Сергиеву Приморскую пу́стынь в нескольких верстах от Петербурга. Там гроб с телом полководца 18 суток простоял посреди церкви, поскольку сразу по прибытии похоронить фельдмаршала в русской столице не получилось: всё необходимое для погребения в Казанском соборе должным образом подготовить не успели. Это место захоронения М. И. Кутузова выбрал сам император. Все работы в соборе по приготовлению к захоронению велись под руководством строившего собор архитектора А. Н. Воронихина. Похороны в Казанском соборе состоялись в пятницу 13 (25) июня 1813 с отданием высших почестей умершему, в присутствии членов Императорской фамилии, всех высших сановников империи, высшего духовенства и генералитета, при огромном стечении народа.
Император сохранил за женой Кутузова полное содержание мужа, а в 1814 году велел министру финансов Д. А. Гурьеву выдать более 300 тысяч рублей на погашение долгов семьи полководца.

## Участие в масонстве
Посвящён в 1779 году в немецкой масонской ложе «Три ключа» (Ратисбонн). Член московских лож «Сфинкс» и «Трёх знамён». Также принимал участие в собраниях масонских лож Петербурга, Франкфурта, Берлина. Имел высшие степени посвящения в Шведской системе. В масонстве имел имя — «Вечнозеленеющий лавр».

## Критика
«По своим стратегическим и тактическим дарованиям… не равен Суворову и подавно не равен Наполеону», — характеризовал Кутузова историк Е. В. Тарле.
Суворов о Кутузове сказал: «Умён, умён, хитёр, хитёр… Никто его не обманет». Военный талант Кутузова ставился под сомнение после аустерлицкого разгрома, а во время войны 1812 года его обвиняли в стремлении построить Наполеону «золотой мост» для выхода из России с остатками армии. Критические отзывы о Кутузове-полководце принадлежат не только его известному сопернику и недоброжелателю Л. Л. Беннигсену, но и другим предводителям русской армии в 1812 году — Н. Н. Раевскому, А. П. Ермолову, П. И. Багратиону: «Хорош и сей гусь, который назван и князем и вождём! Теперь пойдут у вождя нашего сплетни бабьи и интриги», — так отреагировал Багратион на известие о назначении Кутузова главнокомандующим. «Кунктаторство» Кутузова фактически стало продолжением стратегической линии, избранной в начале войны Барклаем-де-Толли: «Я ввёз колесницу на гору, а с горы она скатится сама при малейшем руководстве», — бросил, уезжая из армии, Барклай.
Что до личных качеств Кутузова, то ещё при жизни его критиковали за угодливость, проявлявшуюся в подобострастном отношении к царским фаворитам.

## Семья и род

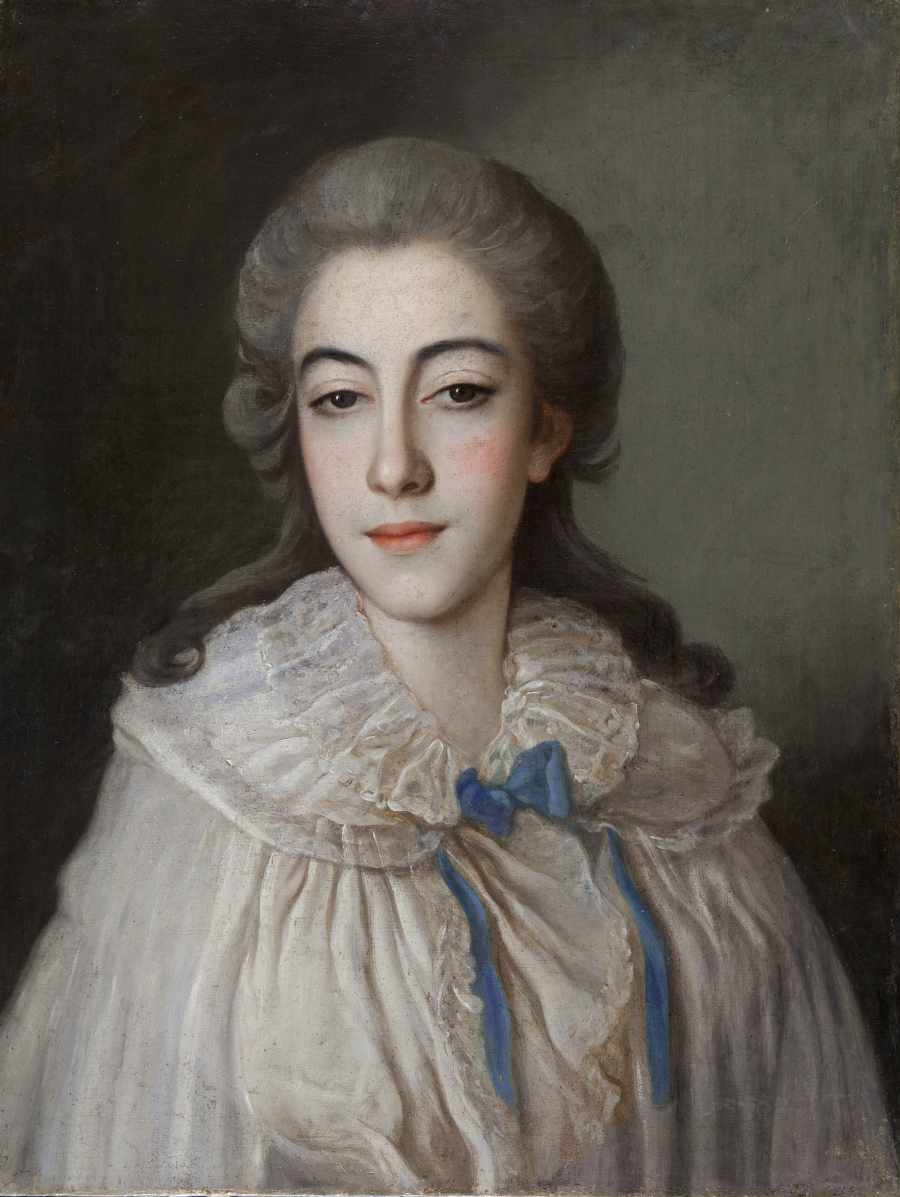
Екатерина Ильинична (1777)

Дворянский род Голенищевых-Кутузовых ведёт своё происхождение от «мужа честна» Гавриила, по сказаниям древних родословцев, выехавшего «из Прус» в Новгород в княжение Александра Невского в 1-й половине XIII века.
Правнук его — Александр Прокшич (по прозванию Кутуз) — стал родоначальником Кутузовых, а внук Кутуза — Василий Ананиевич (прозванием Голенище) — был новгородским посадником в 1471 году и родоначальником Голенищевых-Кутузовых. Сын его Иван Васильевич был воеводой Московского великого княжества (1506). В XVII веке Голенищевы-Кутузовы служили стольниками, стряпчими, дворянами московскими и бывали на второстепенных воеводствах.
Дед М. И. Кутузова дослужился до капитана, отец — до генерал-поручика, а Михаил Илларионович заслужил потомственное княжеское достоинство. Илларион Матвеевич похоронен в деревне Теребени Опочецкого района в особом склепе. Сейчас на месте захоронения стоит церковь, в подвальных помещениях которой в XX веке обнаружен склеп. Экспедиция телепроекта «Искатели» выяснила, что тело Иллариона Матвеевича мумифицировалось и благодаря этому хорошо сохранилось.

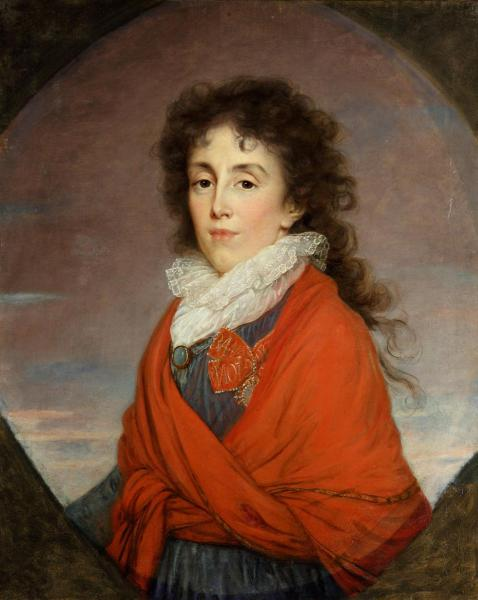
Элизабет Виже-Лебрен. Портрет светлейшей княгини Екатерины Ильиничны Кутузовой, 1797

М. И. Кутузов венчался в Петербурге 27 апреля 1778 года в соборе Св. Исаакия Далматского, поручителями его были Александр Воейков и Иван Голенищев-Кутузов. Супруга его Екатерина Ильинична (1754—1824; похоронена в церкви Сошествия Святого Духа Александро-Невской Лавры) была дочерью генерал-поручика Ильи Бибикова и родной сестрой Александра Бибикова, крупного государственного и военного деятеля, маршала Уложенной комиссии, главнокомандующего в борьбе с польскими конфедератами и при подавлении Пугачёвского бунта, друга Александра Суворова. У них родились пять дочерей и сын Николай, который умер во младенчестве (похоронен в Елисаветграде на территории Собора Рождества Пресвятой Богородицы). Их дочери:
- Прасковья (1777—1844), супруга Матвея Фёдоровича Толстого (1772—1815);
- Анна (1782—1846), супруга Николая Захаровича Хитрово (1779—1827);
- Елизавета (1783—1839), в первом браке супруга Фёдора Ивановича Тизенгаузена (1782—1805); во втором — Николая Фёдоровича Хитрово (1771—1819);
- Екатерина (26.07.1787—31.12.1826) — супруга князя Николая Даниловича Кудашева (1786—1813); во втором — генерал-майора Ильи Степановича Сарачинского (1786—1845)[36];
- Дарья (1788—1854), супруга Фёдора Петровича Опочинина (1779—1852).

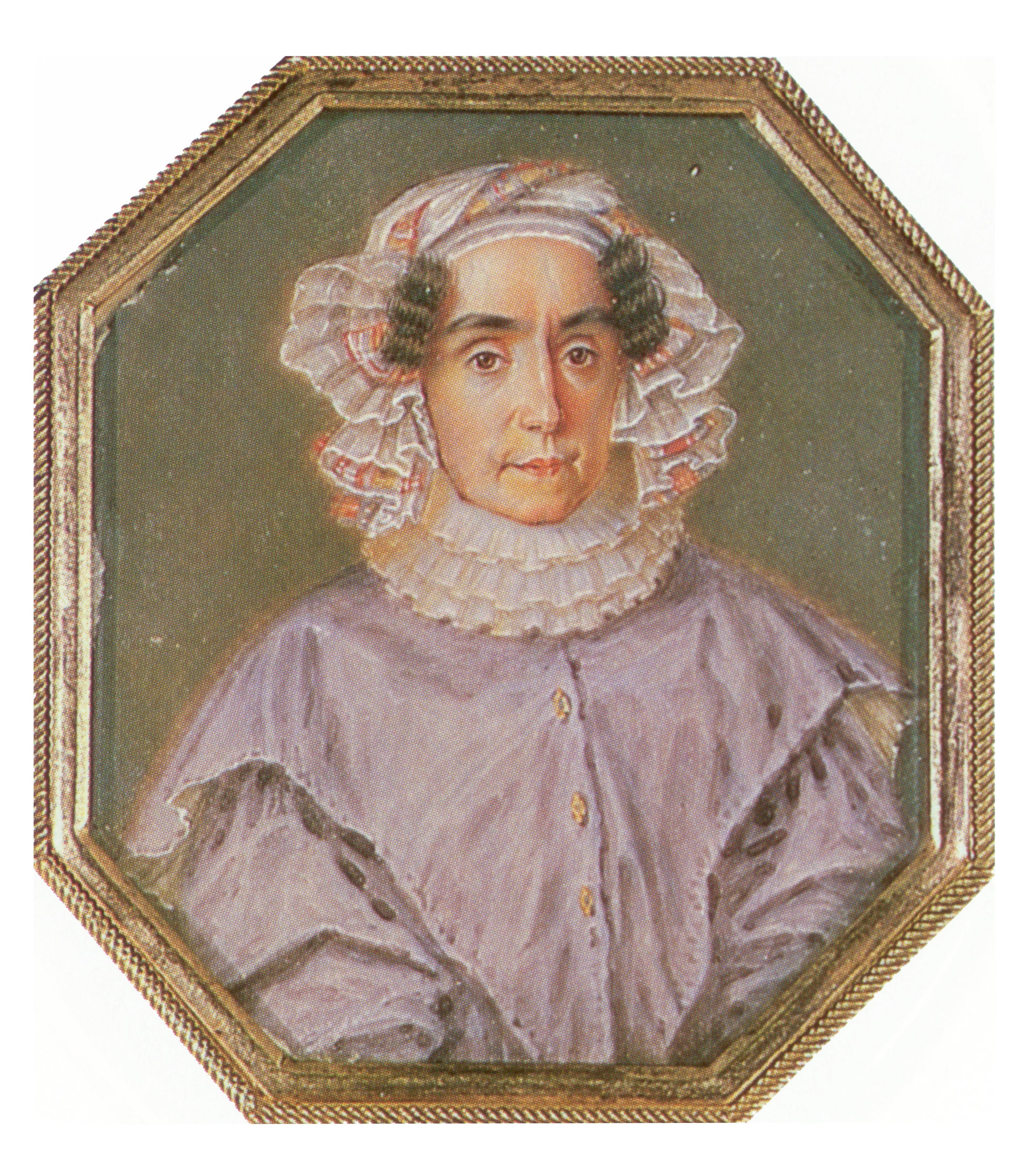
Прасковья
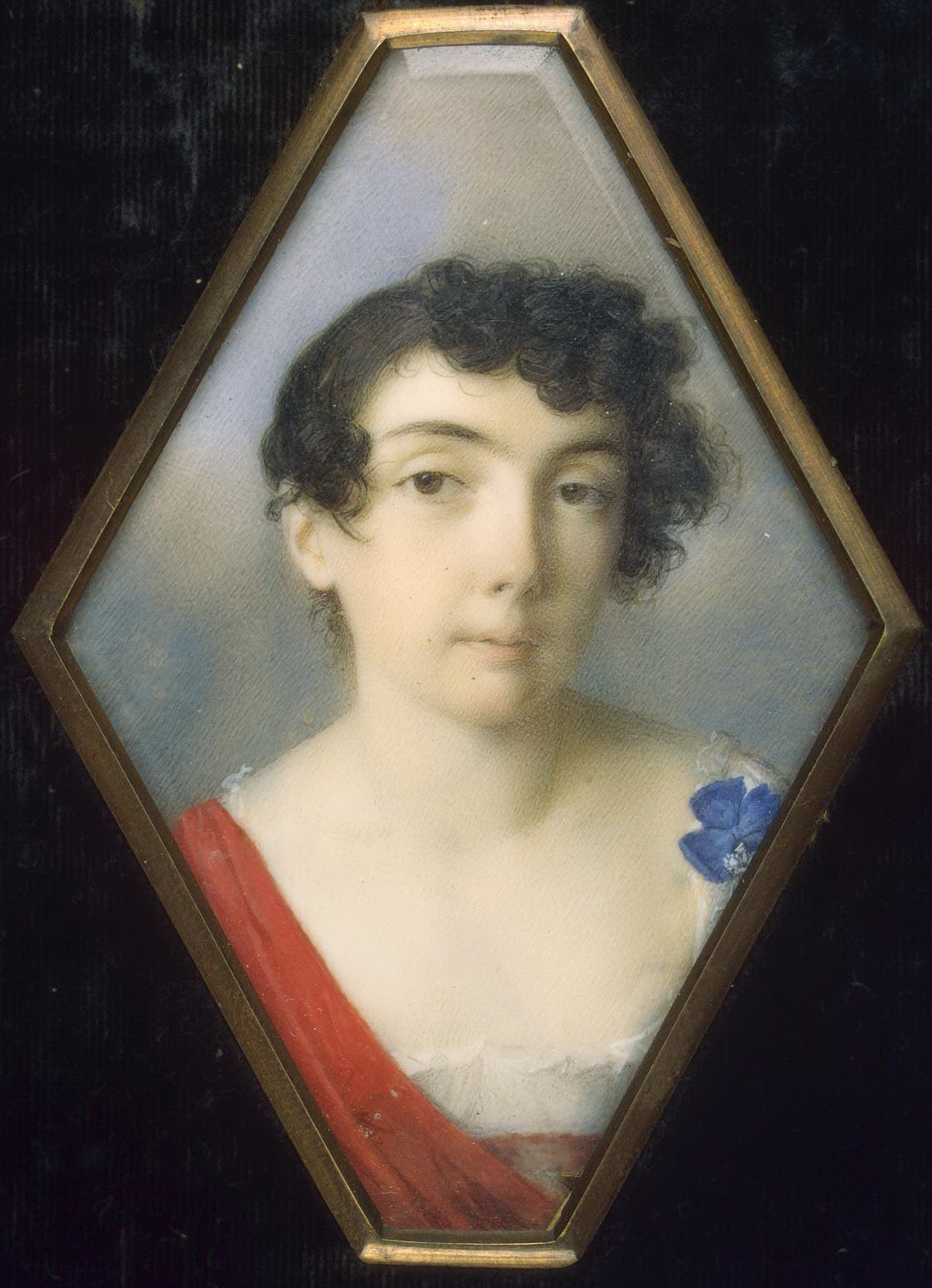
Анна
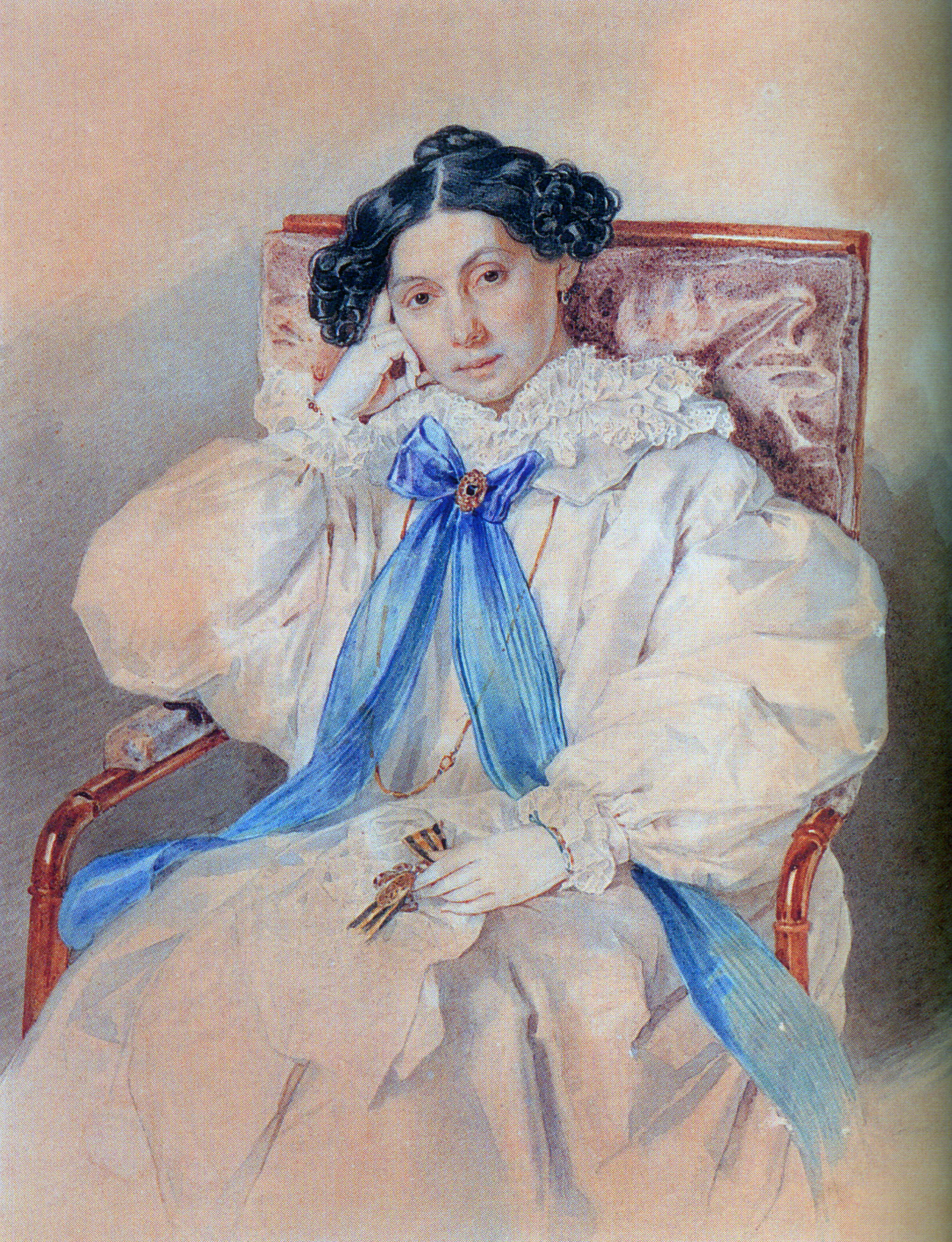
Елизавета
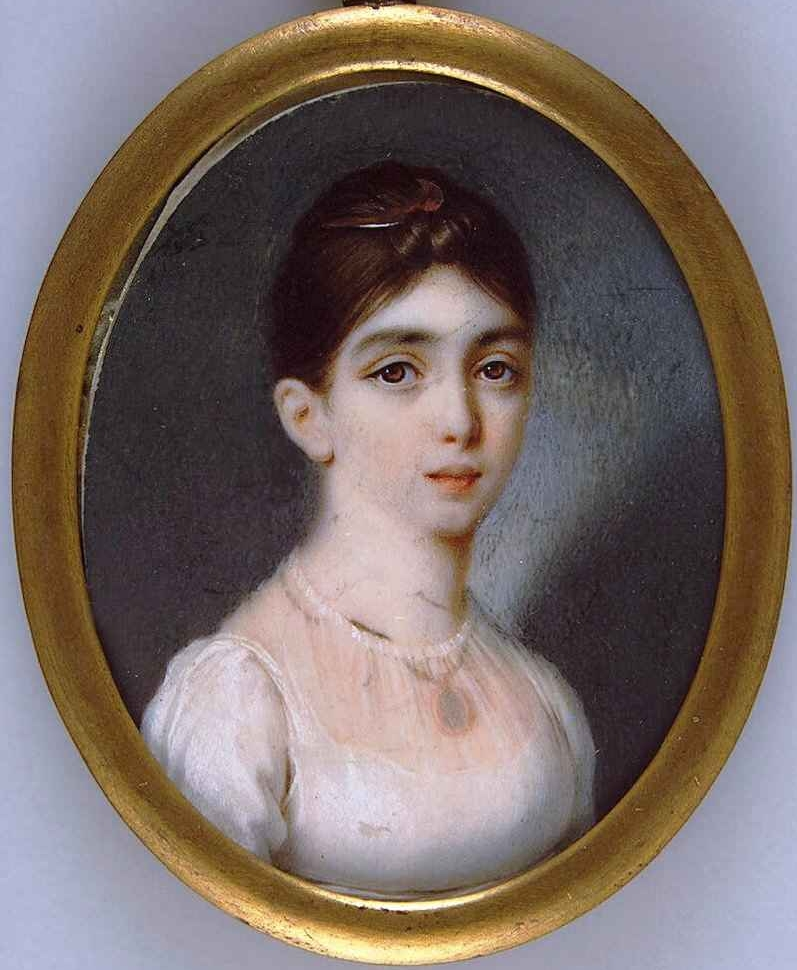
Дарья

У Лизы первый муж погиб, сражаясь под командованием Кутузова, у Кати первый муж также погиб в сражении. Так как фельдмаршал не оставил потомства по мужской линии, фамилия Голенищева-Кутузова в 1859 году была передана его внуку генерал-майору Павлу Толстому, сыну Прасковьи.
Породнился Кутузов и с императорским домом: его правнучка Дарья Константиновна Опочинина (1844—1870) стала женой Евгения Максимилиановича Лейхтенбергского.

## Военные чины и звания
- Фурьер в Инженерной школе (1759)
- Капрал (10.10.1759)
- Каптенармус (20.10.1759)
- Инженер-кондуктор (10.12.1759)
- Инженер-прапорщик (01.01.1761)
- Капитан (21.08.1762)
- Премьер-майор за отличие при Ларге (07.07.1770)
- Подполковник за отличие при Попешты (08.12.1771)
- Полковник (28.06.1777)
- Бригадир (28.06.1782)
- Генерал-майор (24.11.1784)
- Генерал-поручик за взятие Измаила (25.03.1791)
- Генерал от инфантерии (04.01.1798)
- Генерал-фельдмаршал за отличие при Бородино 26.08.1812 (30.08.1812)

## Награды

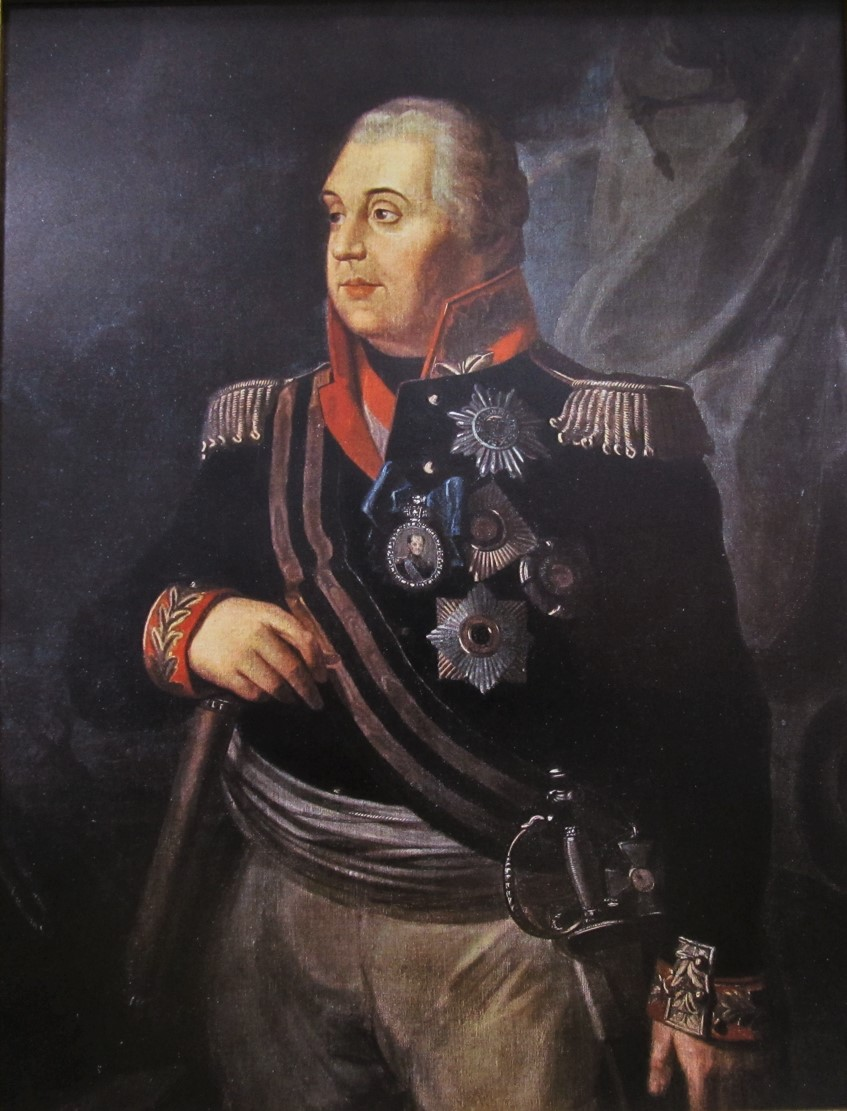
Последний прижизненный портрет М. И. Кутузова, изображённого с лентой ордена Святого Георгия 1-й степени. Р. М. Волков, 1813 г.

Михаил Илларионович Кутузов стал первым из четверых полных Георгиевских кавалеров за всю историю ордена.
Российские:
- Орден Святого Георгия 4-го класса (26.11.1775, № 222) — «За мужество и храбрость, оказанные при атаке турецких войск, сделавших десант на Крымские берега при Алуште. Будучи отряжён для завладения неприятельским ретранжаментом, к которому вёл свой баталион с такою неустрашимостию, что многочисленный неприятель спасался бегством, где он получил весьма опасную рану»
- Орден Святого Георгия 3-го класса (25.03.1791, № 77) — «Во уважение на усердную службу и отличную храбрость, оказанную при взятии приступом города и крепости Измаила с истреблением бывшей там турецкой армии»
- Орден Святого Георгия 2-го класса (18.03.1792, № 28) — «Во уважение на усердную службу, храбрые и мужественные подвиги, коими он отличился в сражении при Мачине и разбитии войсками Российскими под командою генерала князя Н. В. Репнина, многочисленной турецкой армии»
- Орден Святого Георгия 1-го класса (12.12.1812, № 10) — «За поражение и изгнание неприятеля из пределов России в 1812 году»
- Орден Святой Анны 1-й степени — за отличие в боях под Очаковом (21.04.1789)[11]
- Орден Святого Владимира 2-й степени — за успешное формирование Бугского егерского корпуса (06.1789)
- Орден Святого Александра Невского — за бои с турками под Бабадагом (28.07.1791)[11]
- Орден Святого Иоанна Иерусалимского, большой командорский крест (04.10.1799)
- Орден Святого Андрея Первозванного (08.09.1800)[11]
- Орден Святого Владимира 1-й степени — за бои с французами в 1805 году (24.02.1806)
- Портрет Императора Александра I, украшенный бриллиантами, для ношения на груди (18.07.1811)
- Золотая шпага с алмазами и лаврами — за сражение при Тарутино (16.10.1812)
- Бриллиантовые знаки к ордену Святого Андрея Первозванного (12.12.1812)

Иностранные:
- Австрийский Военный орден Марии Терезии 1-й степени (02.11.1805)
- Прусский Орден Чёрного орла (1813)
- Прусский Орден Красного орла 1-й степени (1813)

## Память

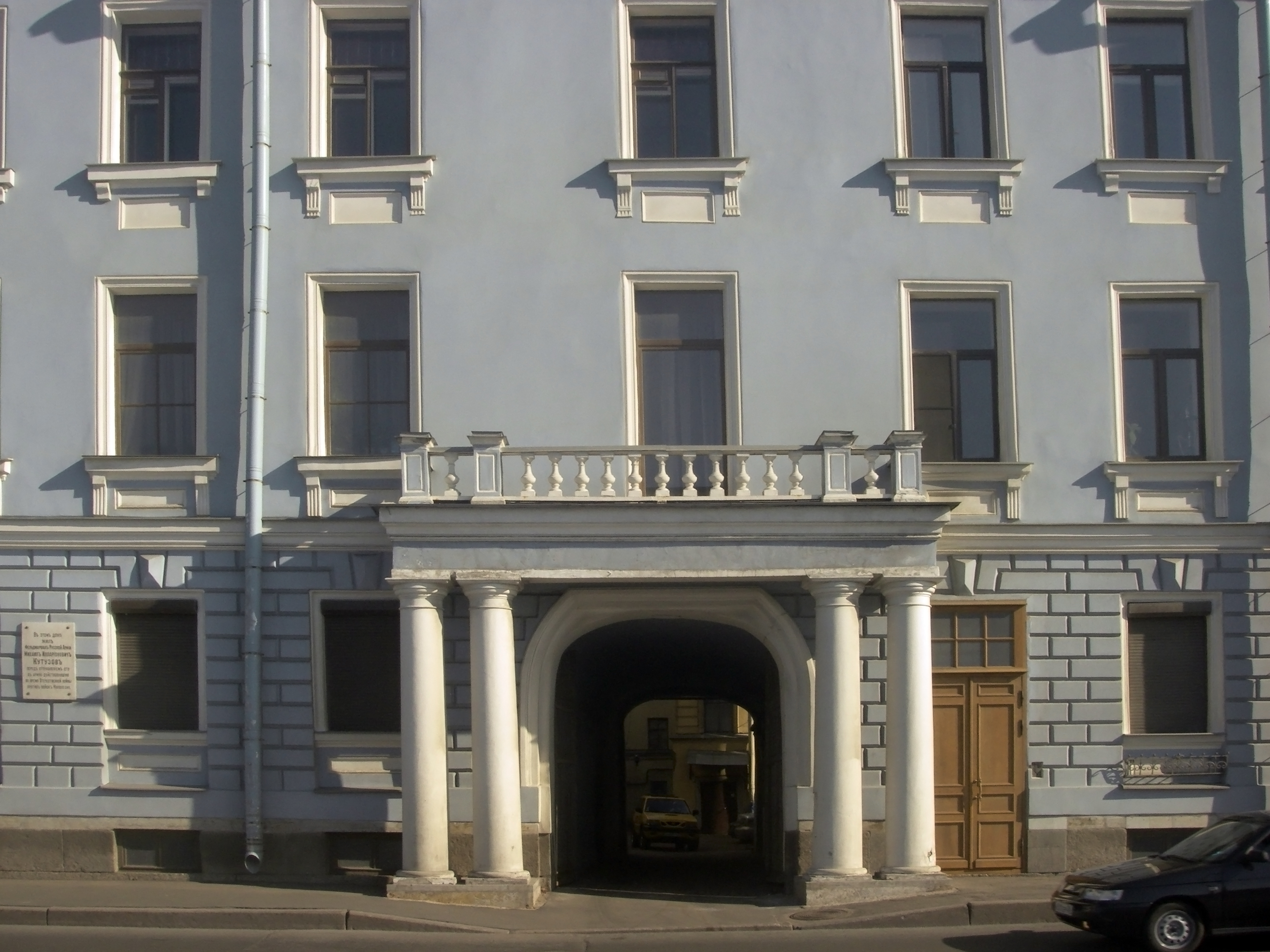
Дом Кутузова на набережной Невы в СПб, из которого он в 1812 уезжал в действующую армию (наб. Кутузова, 30 — принадлежал его дочери)

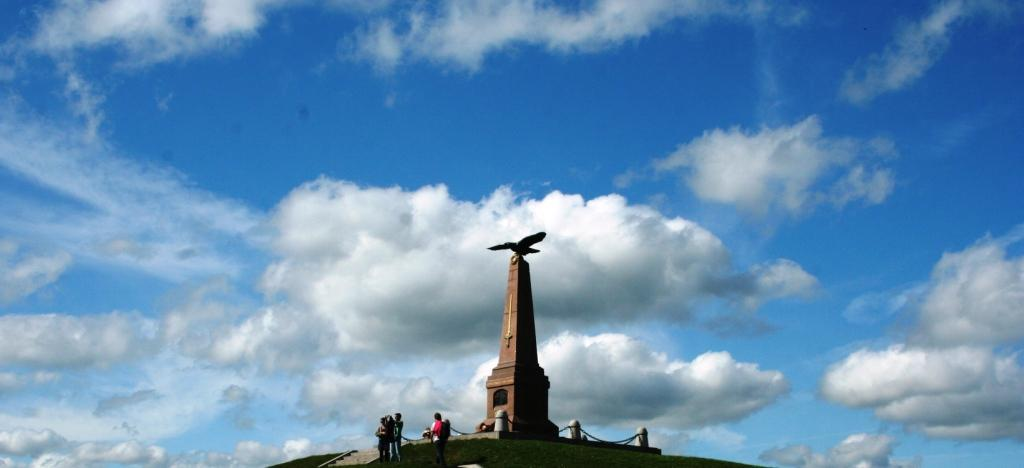
Обелиск Кутузову на Бородинском поле, архитектор П. А. Воронцов-Вельяминов

- Во время Великой Отечественной войны в СССР был учреждён орден Кутузова 1-й, 2-й (29 июля 1942) и 3-й (8 февраля 1943) степени. Им награждено около 7 тысяч человек и целые воинские части. В современной России также имеется орден Кутузова, в сходном оформлении, но в одной степени.
- Именем М. И. Кутузова назван астероид (2492) Кутузов.
- А. С. Пушкин в 1831 году посвятил полководцу стихотворение «Перед гробницею святой», написав его в письме к дочери Кутузова Елизавете. В статье «Объяснение», посвящённой своему отношению к Кутузову и Барклаю де Толли, Пушкин написал: «Слава Кутузова неразрывно соединена со славою России, с памятью о величайшем событии новейшей истории. Его титло: спаситель России;». В честь Кутузова создавали стихи Г. Р. Державин, В. А. Жуковский и другие поэты.
- Известный баснописец И. А. Крылов при жизни полководца сочинил басню «Волк на псарне», где в аллегорической форме изобразил борьбу Кутузова с Наполеоном.
- В Москве существуют Кутузовский проспект (проложен в 1957—1963 годах, включил в себя Новодорогомиловскую улицу, часть Можайского шоссе и улицу Кутузовская Слобода), Кутузовский переулок и Кутузовский проезд (названы в 1912 году), станция Кутузово (открыта в 1908 году) Московской Окружной железной дороги, станция метро «Кутузовская» (открыта в 1958 году), улица Кутузова (сохранилась от бывшего города Кунцева).
- В Москве действует военно-исторический музей «Кутузовская изба».
- В Болеславеце в доме, в котором умер М. И. Кутузов, в 1945—1991 годах существовал его мемориальный музей, находившийся в ведении Северной группы войск; при выводе советских войск его экспонаты были переданы в Военно-исторический музей артиллерии, инженерных войск и войск связи в Санкт-Петербурге, где на их основе в 2012 году открыта постоянная «Кутузовская экспозиция». В доме в Болеславеце в настоящее время действует музей керамики, мемориальная табличка о Кутузове на здании демонтирована[37].
- В Санкт-Петербурге есть набережная Кутузова (названа в 1945 году), на которой находится дом 30, принадлежавший семье Кутузова в начале XIX века (в то время — часть Дворцовой набережной).
- Именем Кутузова 24 августа 1938 года назван Кутузовский переулок в Орле[38].
- Во многих городах России, а также в других бывших республиках СССР (например, в украинском Измаиле, молдавском Тирасполе) есть улицы, названные в честь М. И. Кутузова.
- С февраля 2018 года имя генерал-фельдмаршала М. И. Кутузова носит один из залов управления Национального центра управления обороной Российской Федерации.

### Памятники
В память о славных победах русского оружия над армией Наполеона М. И. Кутузову воздвигнуты памятники:
- 1815 — в Бунцлау, по указанию короля Прусского (на месте временного памятника, установленного сразу после смерти М. И. Кутузова и разрушенного французами во время кратковременного занятия Бунцлау летом 1813 года)[37].
- 1824 — Кутузовский фонтан — фонтан-памятник М. И. Кутузову, находится неподалёку от Алушты, близ места, где Кутузов был ранен (деревня Шумы), во время отражения высадки турецкого десанта. Первоначально фонтан был сооружён в 1804 году с разрешения Таврического губернатора Д. Б. Мертваго сыном погибшего в Шумском сражении турецкого офицера Исмаил-Аги в память отца. Переименован в Кутузовский в период строительства дороги на Южном Берегу Крыма (1824—1826) в память о победе русских войск в последнем сражении русско-турецкой войны 1768—1774 годов.
- 1837 — памятник Кутузову и Барклаю-де-Толли в Санкт-Петербурге, перед Казанским собором, скульптор Б. И. Орловский.
- 1862 — в Великом Новгороде на Памятнике «1000-летие России» среди 129 фигур самых выдающихся личностей в российской истории есть фигура М. И. Кутузова.
- 1912 — обелиск на Бородинском поле, у деревни Горки, архитектор П. А. Воронцов-Вельяминов.
- 1953 — в Калининграде, скульптор Я. Лукашевич (в 1997 году перенесён в г. Правдинск (бывший Фридланд), Калининградской обл.); в 1995 году в Калининграде установлен новый памятник М. И. Кутузову работы скульптора М. Аникушина.
- 1954 — в Смоленске, у подножия Соборного холма; авторы: скульптор Г. И. Мотовилов, архитектор Л. М. Поляков (см. Памятник Михаилу Кутузову (Смоленск) и Бюст Михаила Кутузова (Смоленск)).
- 1964 — в сельском поселении Бородинское около Государственного Бородинского военно-исторического музея-заповедника; автор: скульптор Н. В. Томский.
- 1973 — в Москве около музея-панорамы «Бородинская битва», скульптор — Н. В. Томский.
- 1985 — во Владивостоке около кинотеатра «Нептун 3D» (ранее носил названия «Нептун» и «Бородино»), скульптор — Н. В. Томский. Первоначально этот памятник стоял в вагонопассажирском депо на Первой Речке, а в 1985 году отреставрирован скульптором Барсеговым и установлен на улице Русской, у кинотеатра.
- 1987 — бюст в Малоярославце около Памятника героям сражения 1812 года и Военно-исторического музея 1812 года; скульптор — С. И. Герасименко.
- 1997 — в Тирасполе, на Бородинской площади перед Домом офицеров российской армии[39].
- 2009 — в Бендерах, на территории Бендерской крепости, во взятии которой Кутузов принимал участие в 1770 и 1789 годах.
- 2012 — в Красной Пахре, где располагался штаб М. И. Кутузова[40] (к 200-летию победы в Отечественной войне 1812 года).
- Небольшой памятник Кутузову установлен в 1959 году в пгт Хорошев (Житомирская область, Украина), где было имение Кутузова. Старинный парк, в котором находится памятник, также носит имя М. И. Кутузова.
- 2012 — бюст фельдмаршала Михаила Кутузова установлен в Новосибирске у гарнизонного Дома офицеров[41].
- Небольшой памятник Кутузову есть в городе Броды. Львовской обл., Украина, во время «Евромайдана» он был, по решению местного городского совета[42], демонтирован и перенесён на хоздвор[43].

### Памятники в России

Памятник Кутузову в Москве у Бородинской панорамы. Скульптор — Н. В. Томский
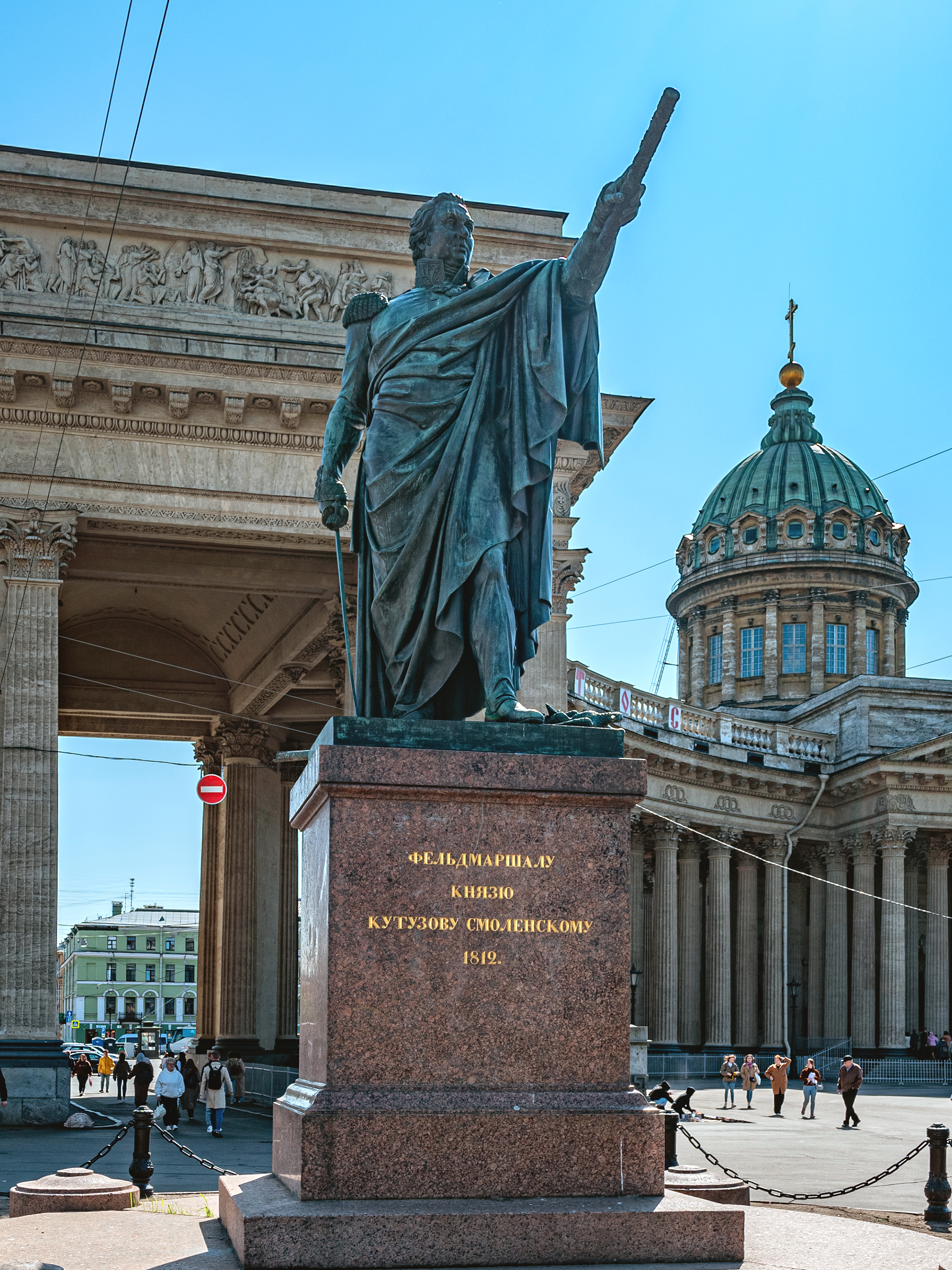
Памятник Кутузову в Санкт-Петербурге. Скульптор — Б. И. Орловский, литьё — В. П. Екимов, архитектор — К. А. Тон
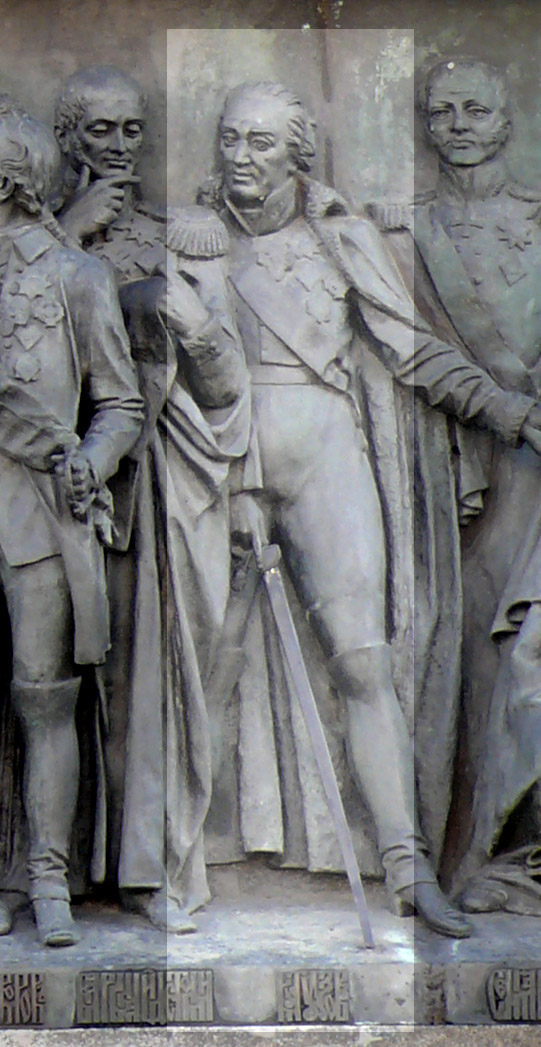
М. И. Кутузов на Памятнике «1000-летие России» в Великом Новгороде
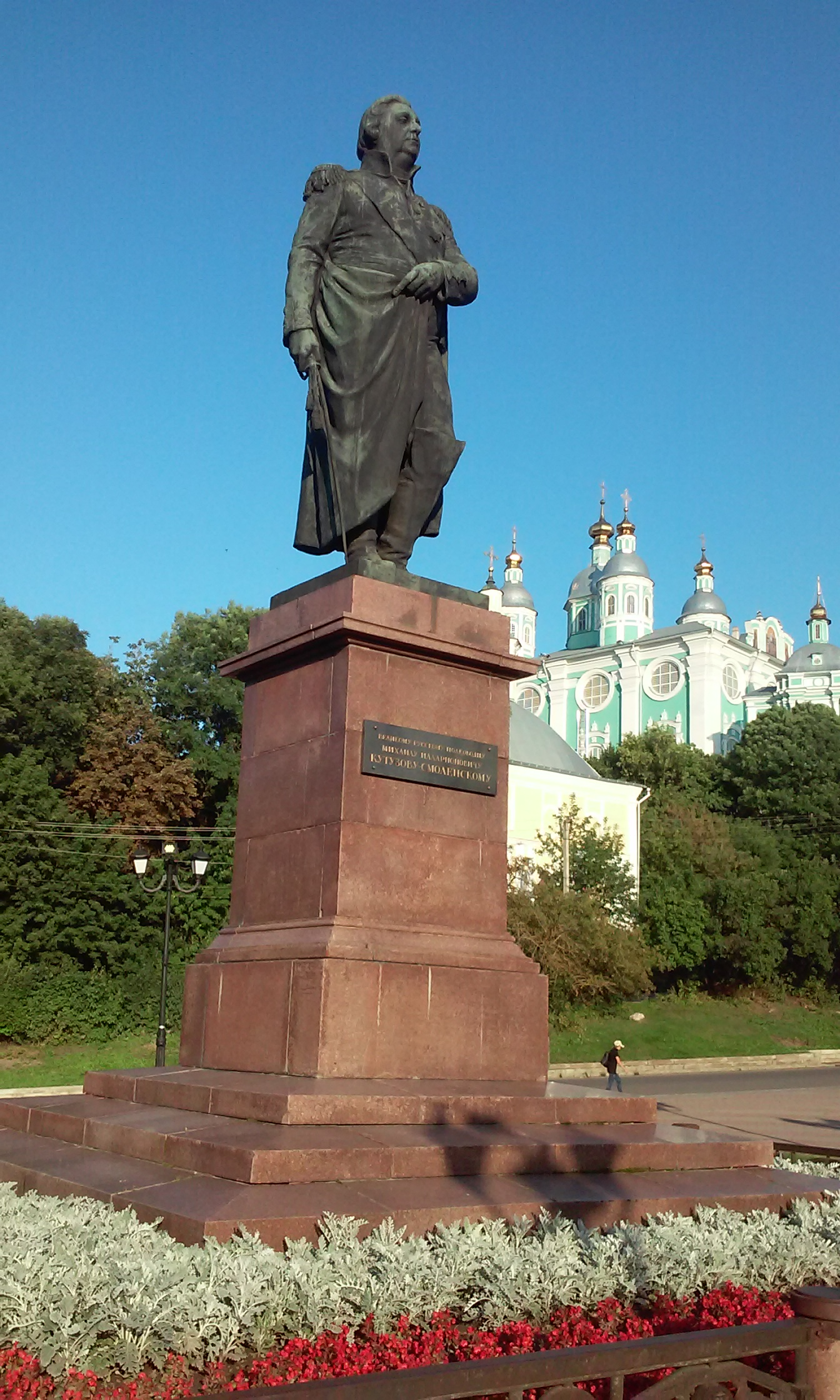
Памятник Кутузову в Смоленске
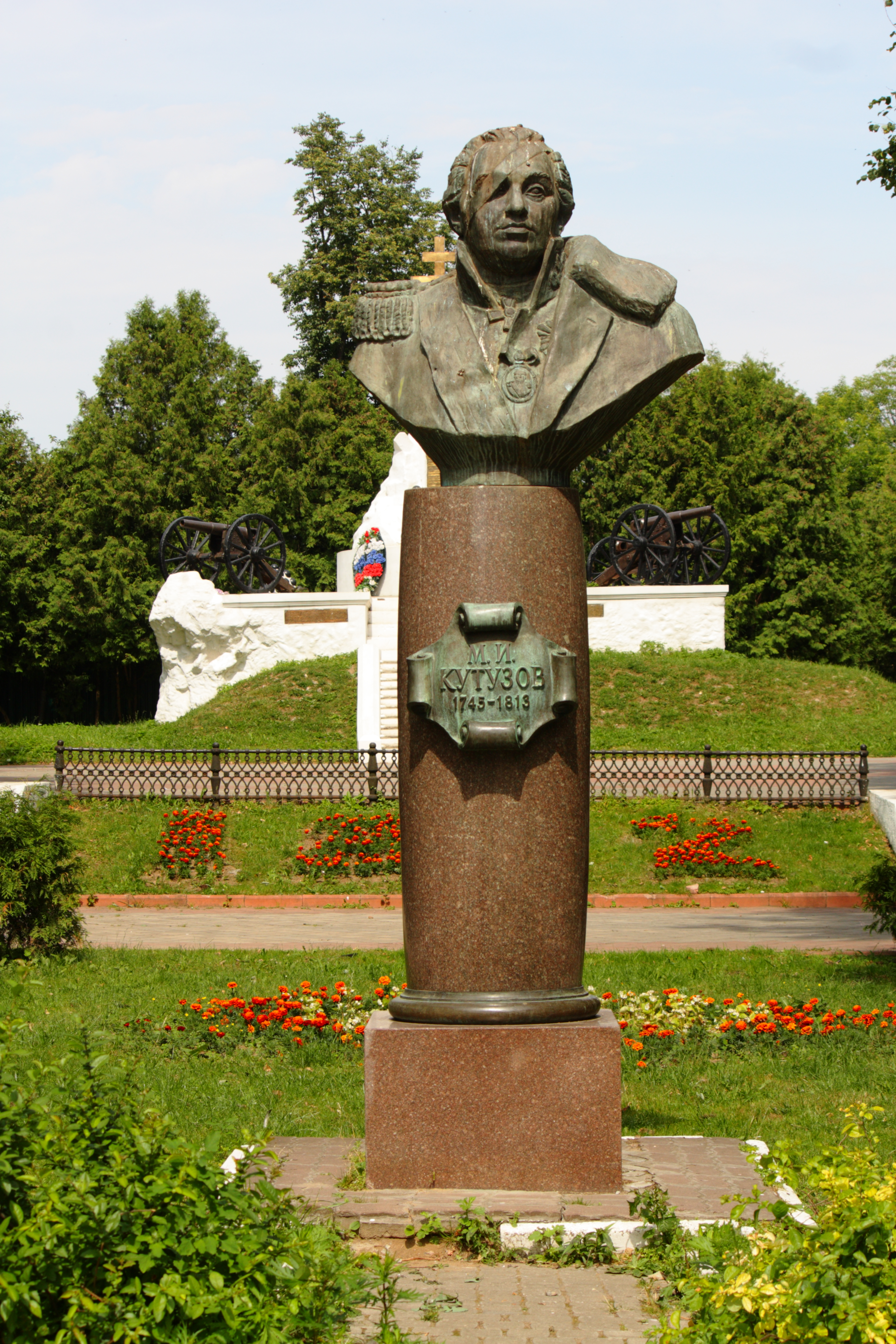
Памятник Кутузову в Малоярославце

### Мемориальные доски
3 ноября 2012 года в Киеве установили памятную доску М. И. Кутузову (генералу-губернатору Киева 1806—1810 гг.).

### В литературе
- Роман «Война и мир» — автор Л. Н. Толстой
- Роман «Кутузов» (1960) — автор Л. И. Раковский

### В филателии

Артимарки Старгородского земства, 1912 год
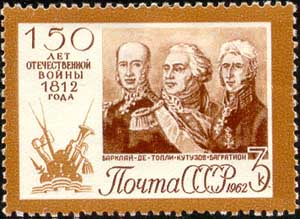
Почтовая марка СССР, 1962 год
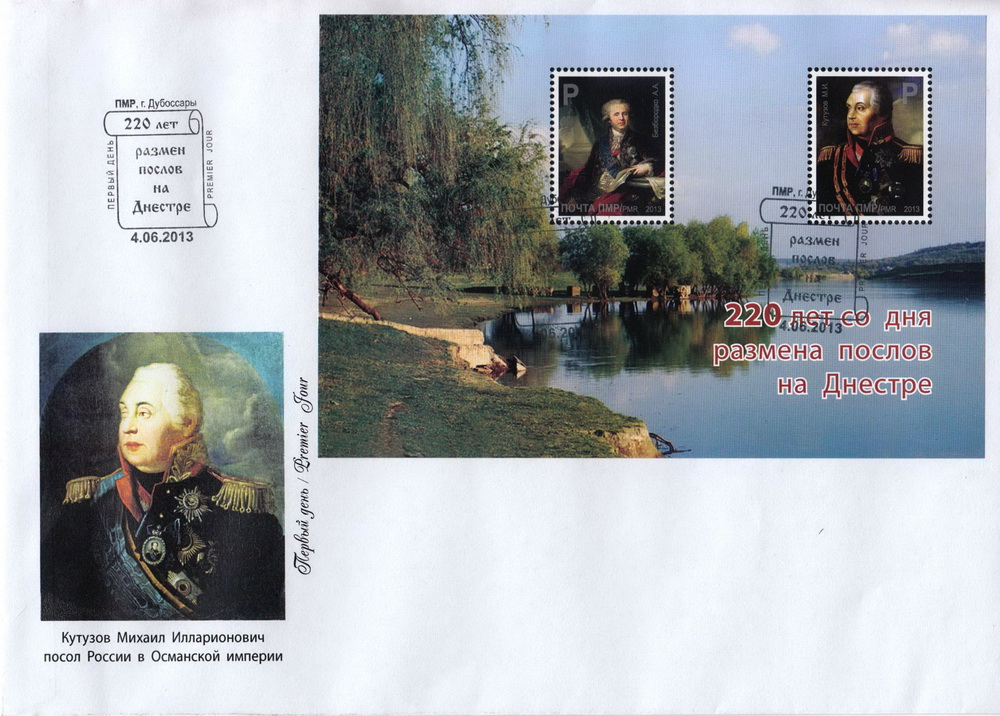
Конверт первого дня, посвящённый 220-летию со дня размена послов на Днестре
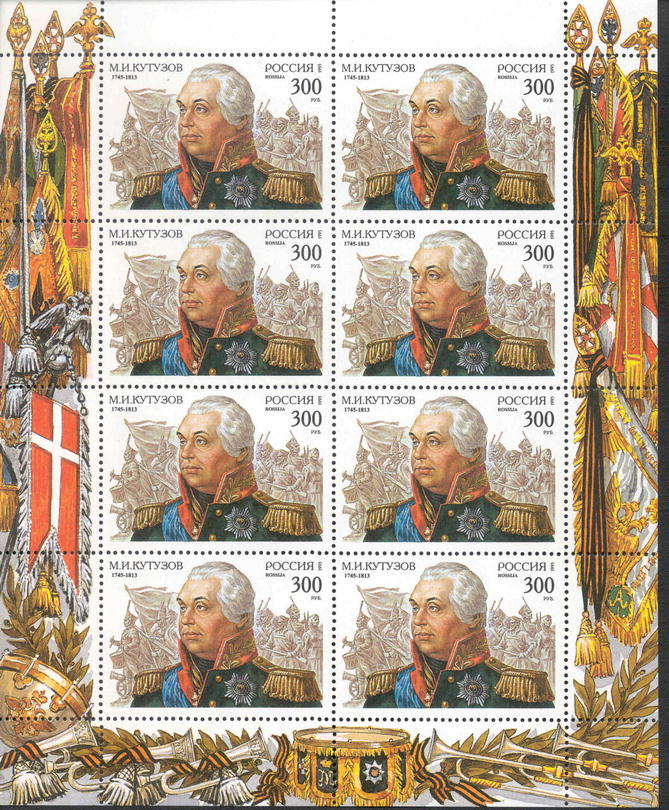
Почтовая марка России, 1995 г.
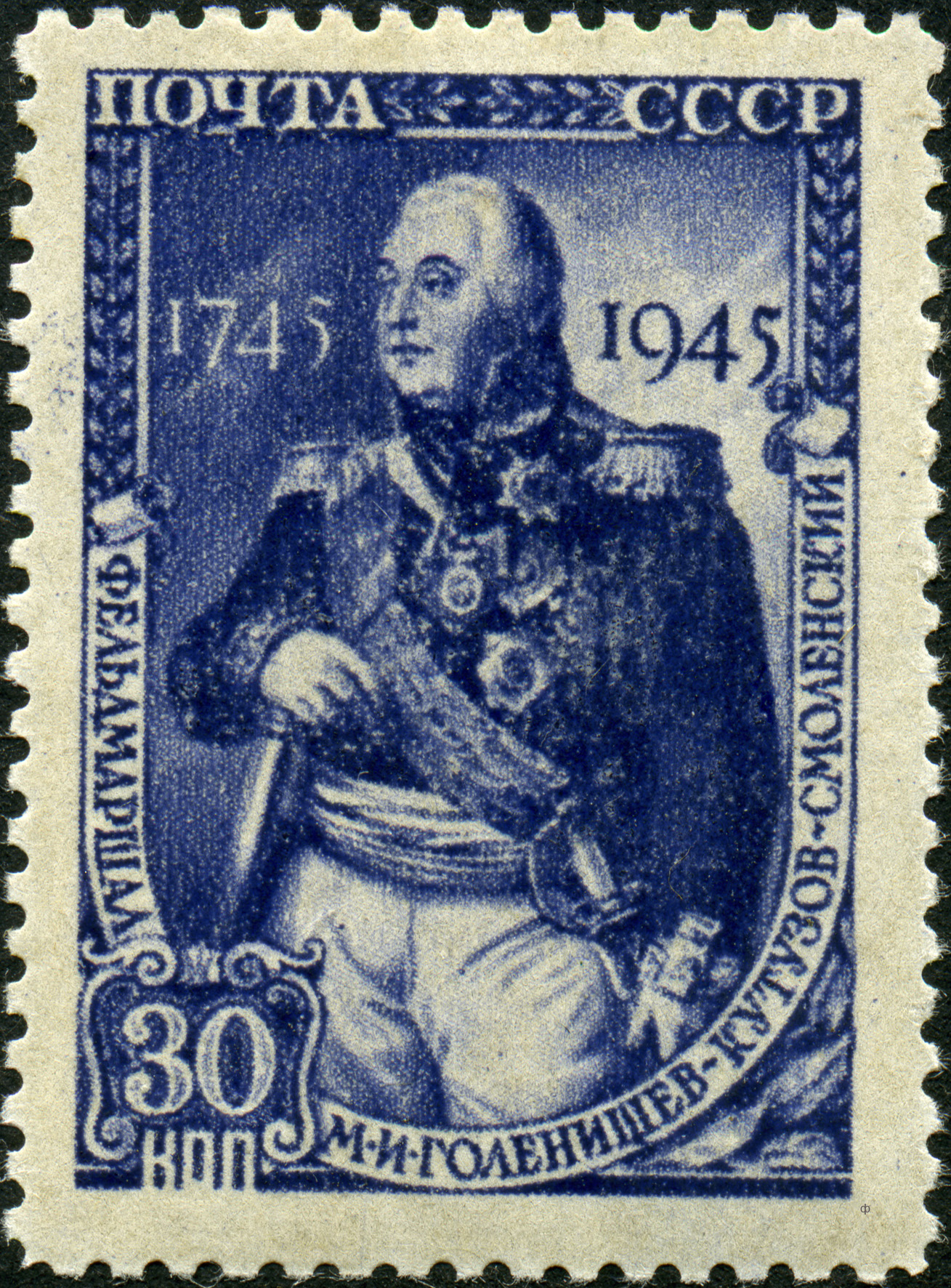
Почта СССР, 1945 г.
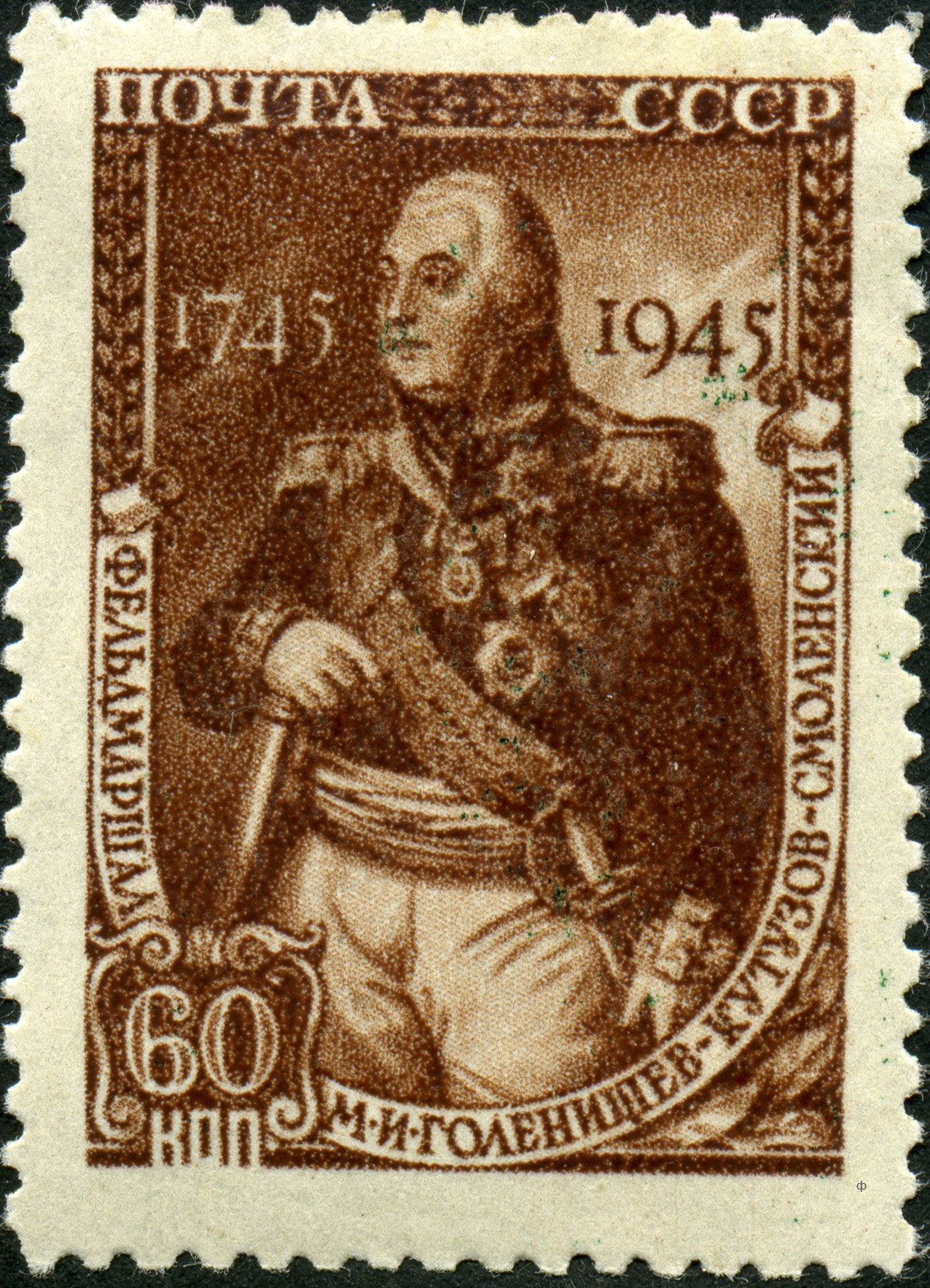
Почта СССР, 1945 г.
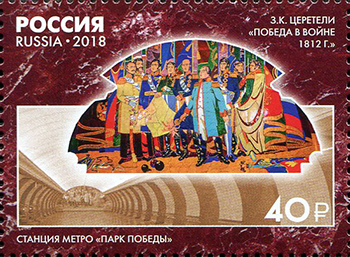
Марка России, 2018 г.
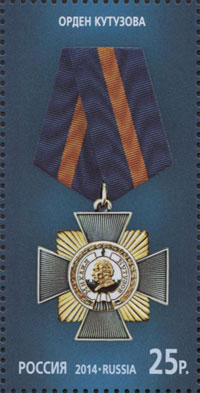
Почта России, 2014 г. Орден Кутузова (Россия)
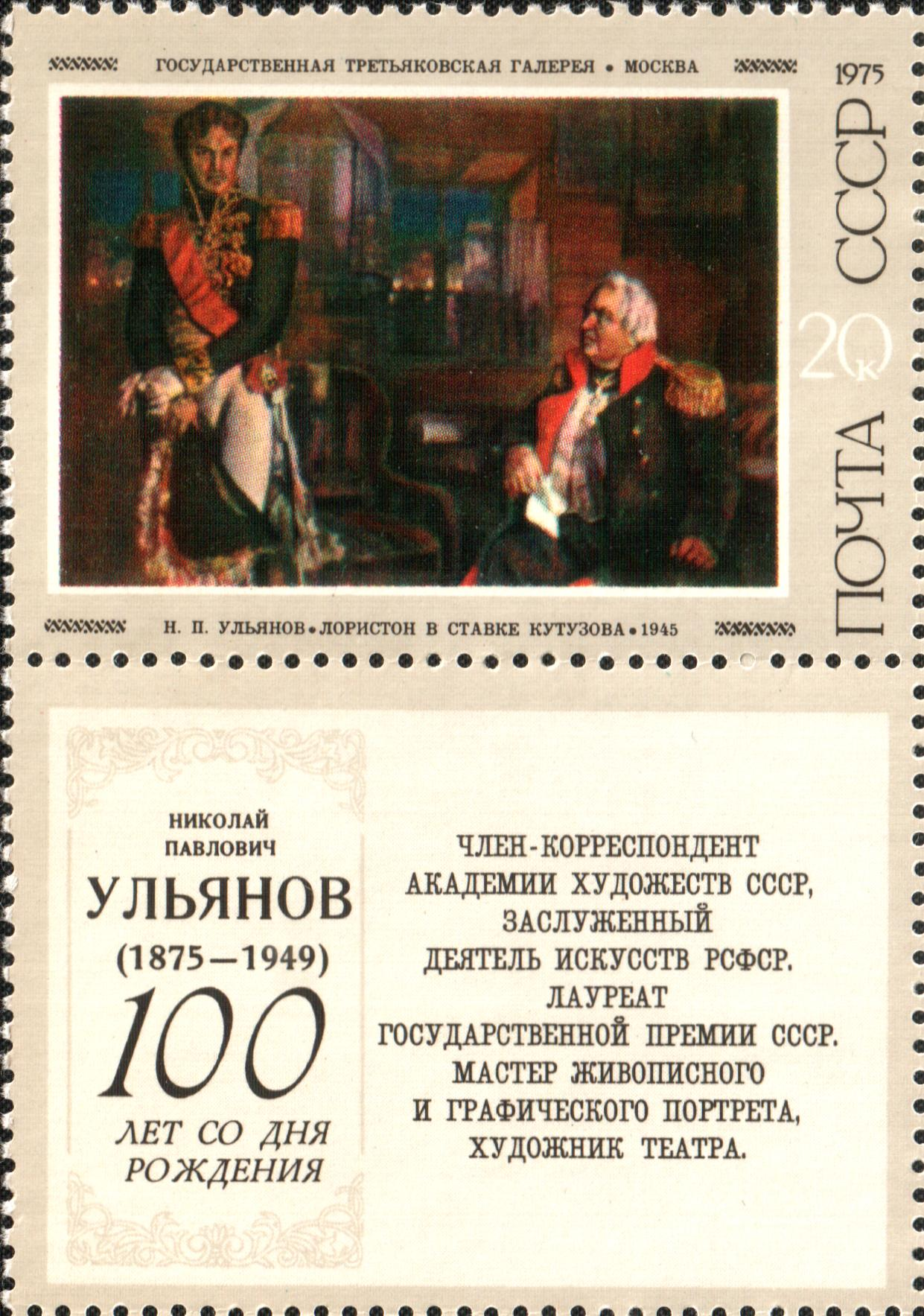
Почта СССР, 1975 г.
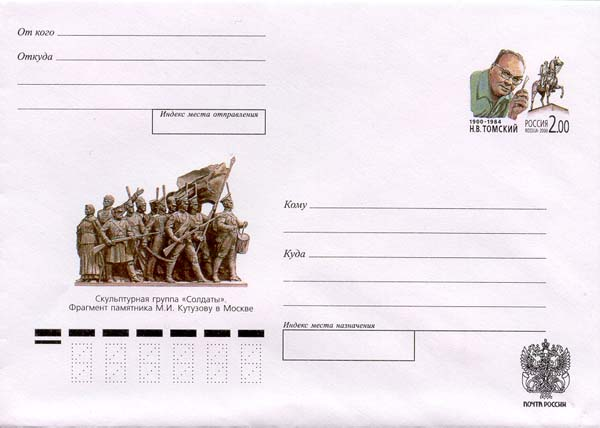
Почтовый конверт России - Н. В. Томский. Бородинская панорама - памятник Кутузову.
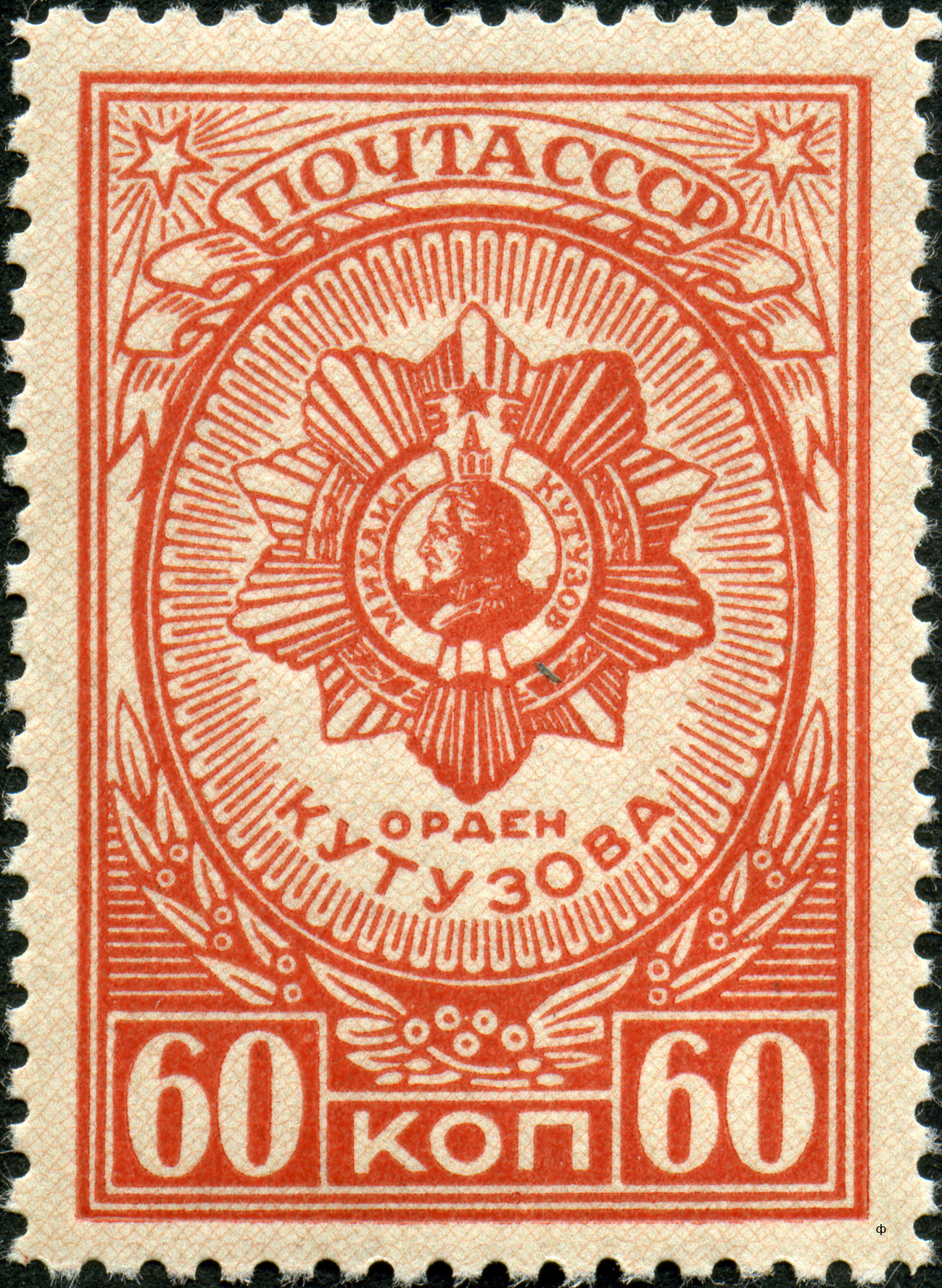
Почта СССР, 1944. Орден Кутузова.
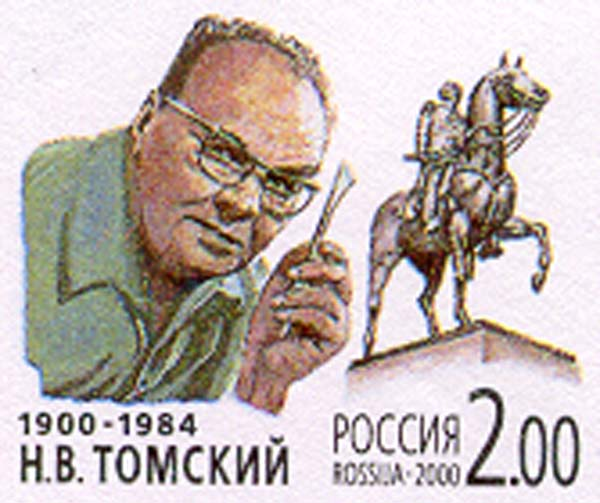
Почта России, 2000 г. Памятник Кутузову.
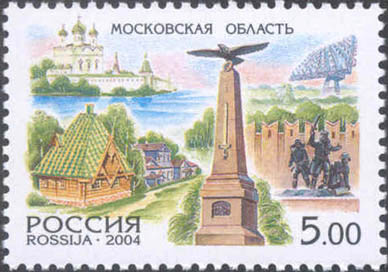
Марка России, 2004 г. Обелиск Кутузову.

### В нумизматике
- 14 сентября 1995 года Центральный Банк России выпустил 2-х рублёвую серебряную памятную монету посвящённую 250-летию со дня рождения М. И. Кутузова[46].
- В 2012 году Центральным банком Российской Федерации была выпущена монета (2 рубля, сталь с никелевым гальваническим покрытием) из серии «Полководцы и герои Отечественной войны 1812 года» с изображением на реверсе портрета Фельдмаршала Кутузова[47].
- В 2012 году Центральным банком Российской Федерации была выпущена золотая монета 50 рублей из серии «200-летие победы России в Отечественной войне 1812 года» с изображением на реверсе портрета Фельдмаршала Кутузова[48].
- В 2012 году Центральным банком Российской Федерации была выпущена памятная монета Банка России «200-летие победы России в Отечественной войне 1812 года», выпуск 1 ноября 2012 года. 25 000 рублей, золото, с изображением на реверсе барельефа Фельдмаршала Кутузова.

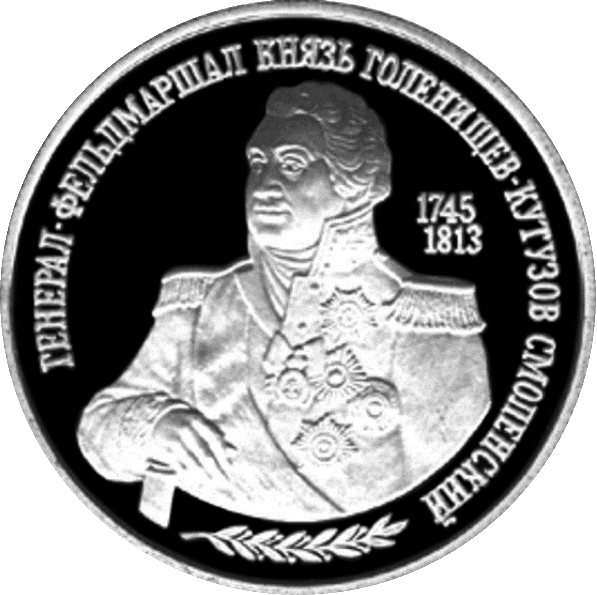
Серебряная монета 1995 г.
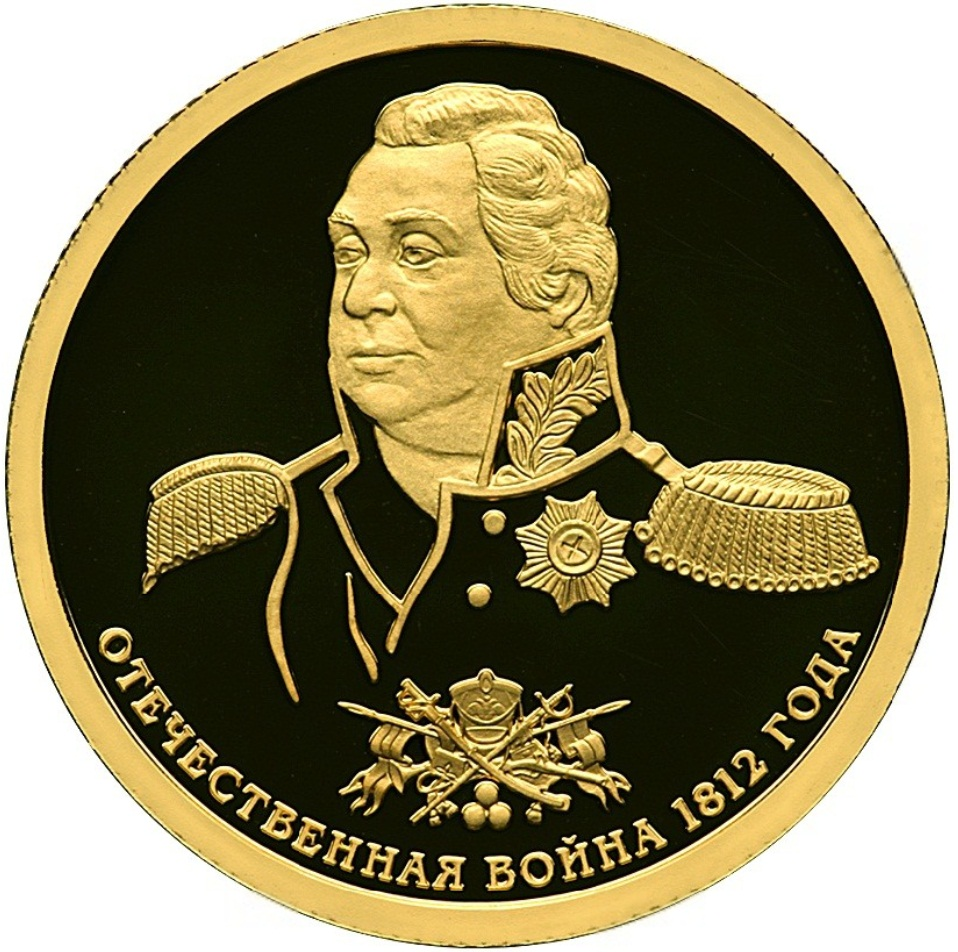
Золотая памятная монета 50 рублей Центрального Банка России 2012 года.
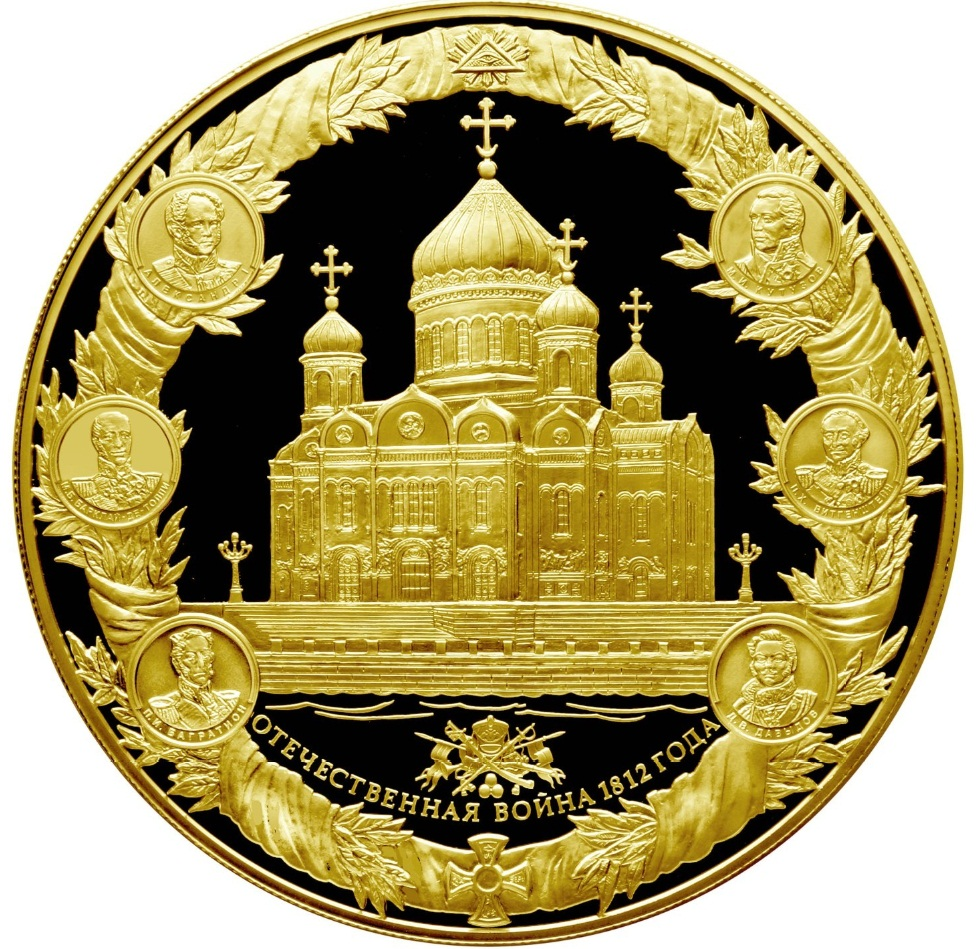
Памятная монета Банка России "200-летие победы России в Отечественной войне 1812 года", выпуск 1 ноября 2012 года. 25 000 рублей, золото, реверс.
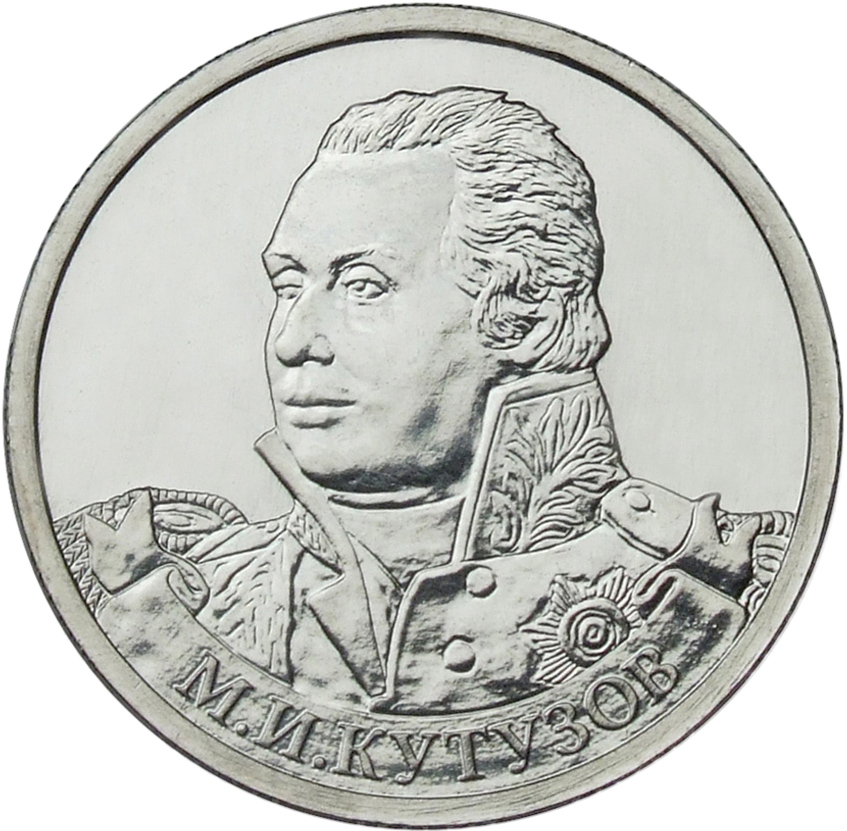
Монета из недрагоценного металла (сталь с никелевым гальваническим покрытием) номиналом 2 рубля. Серия: «Полководцы и герои Отечественной войны 1812 года». Генерал-фельдмаршал М.И. Кутузов. Реверс.
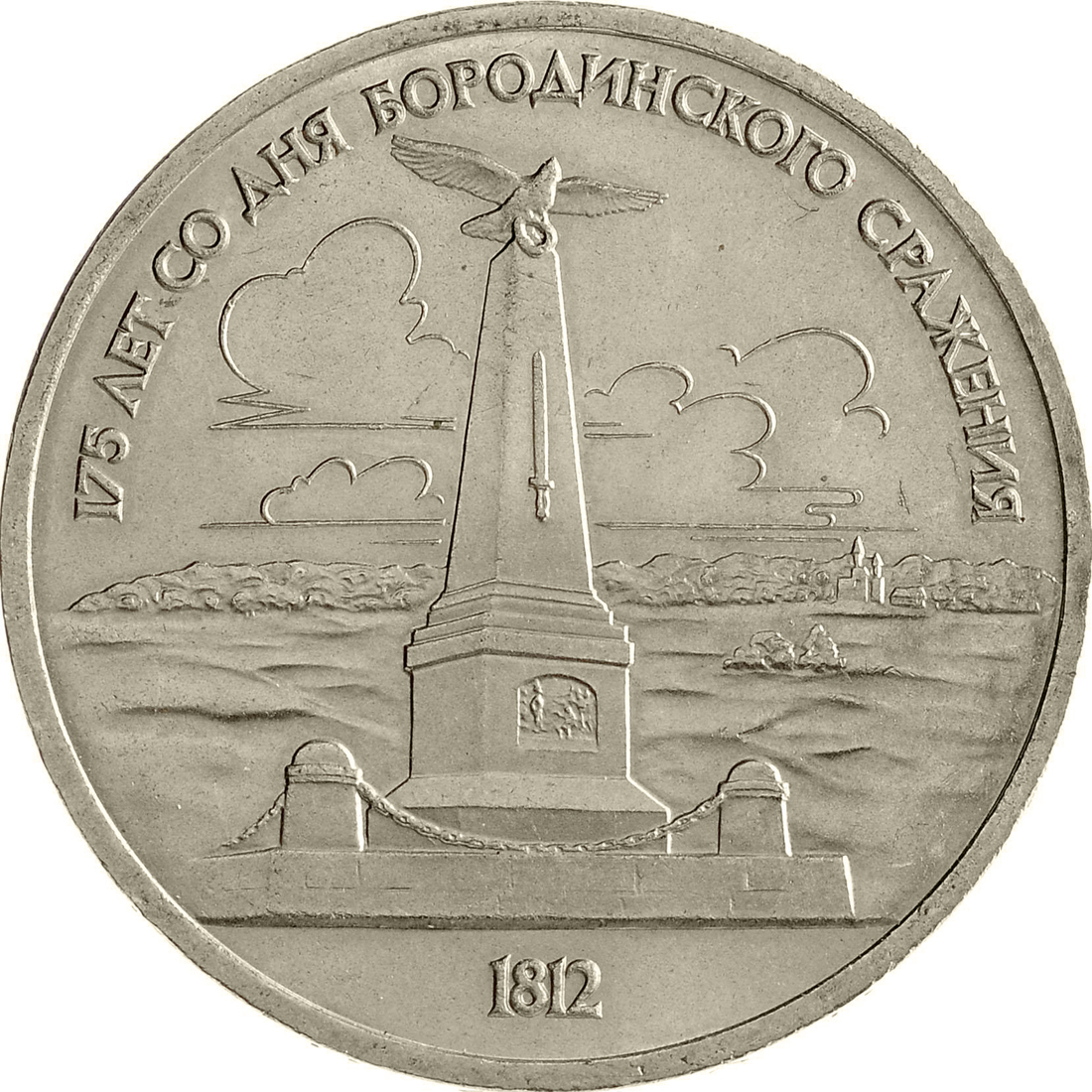
Монета «175-летие со дня Бородинского сражения: Памятник Кутузову», 1 рубль, 1987, медно-никелевый сплав, реверс.

### В названиях кораблей (каронимика) и воздушных судов
- С мая 1813 года по 2020 год в Великобритании (два корабля), США (два корабля), Российской империи, Советском Союзе, Российской Федерации (три корабля) выявлено не менее 24 кораблей, носивших имя полководца[49][50].
- Действующий корабль-музей, крейсер «Михаил Кутузов» располагается в Новороссийске и содержится на балансе минобороны России.
- Теплоход «Михаил Кутузов» эксплуатируется сейчас в туристическом бизнесе.
- Глиссер «Кутузовъ», регистровый номер 244850, построенный в США в 2004 году, приписан к порту Новороссийск.
- Аэрофлот — Российские авиалинии присвоил имя М. Кутузова одному из своих лайнеров[51].

### Киновоплощения
Пожалуй, самый «хрестоматийный» образ Кутузова на киноэкране создал Игорь Ильинский в фильме Эльдара Рязанова «Гусарская баллада», снятом к 150-летию Отечественной войны 1812 года. В результате широко распространилось представление, что Кутузов носил повязку на правом глазу, хотя это не так.
Кутузова играли следующие актёры:
- Г. Новиков (?) («Война и мир», Российская империя, 1915).
- ?? («Суворов», СССР, 1940).
- Алексей Дикий («Кутузов», СССР, 1943).
- Оскар Хомолка («Война и мир», США-Италия, 1956).
- Поликарп Павлов («Аустерлиц», Франция-Италия-Югославия, 1960).
- Игорь Ильинский («Гусарская баллада», СССР, 1962).
- Стив Плайтас[англ.] («Война и мир», Великобритания, 1963) (ТВ)
- Борис Захава («Война и мир», СССР, 1967).
- Фрэнк Миддлмэсс[англ.] «Война и мир» (ТВ-сериал) (Великобритания, 1972—1973)
- Евгений Лебедев («Эскадрон гусар летучих», СССР, 1980).
- Михаил Кузнецов («Багратион», СССР, 1985).
- Дмитрий Супонин («Адъютанты любви», Россия, 2005).
- Александр Новиков («Фаворит», 2005).
- Владимир Ильин («Война и мир», Россия-Франция-Германия-Италия-Польша, 2007).
- Владимир Симонов («Ржевский против Наполеона», Россия-Украина, 2012).
- Сергей Журавель («Уланская баллада», Россия, 2012).
- Владимир Матвеев («Василиса», Россия, 2014).
- Брайан Кокс («Война и мир», Великобритания, 2016).